# Problém osmi dam
|   | a | b | c | d | e | f | g | h |   |
| 8 | d8 bílý dáma · g7 bílý dáma · c6 bílý dáma · h5 bílý dáma · b4 bílý dáma · e3 bílý dáma · a2 bílý dáma · f1 bílý dáma | d8 bílý dáma · g7 bílý dáma · c6 bílý dáma · h5 bílý dáma · b4 bílý dáma · e3 bílý dáma · a2 bílý dáma · f1 bílý dáma | d8 bílý dáma · g7 bílý dáma · c6 bílý dáma · h5 bílý dáma · b4 bílý dáma · e3 bílý dáma · a2 bílý dáma · f1 bílý dáma | d8 bílý dáma · g7 bílý dáma · c6 bílý dáma · h5 bílý dáma · b4 bílý dáma · e3 bílý dáma · a2 bílý dáma · f1 bílý dáma | d8 bílý dáma · g7 bílý dáma · c6 bílý dáma · h5 bílý dáma · b4 bílý dáma · e3 bílý dáma · a2 bílý dáma · f1 bílý dáma | d8 bílý dáma · g7 bílý dáma · c6 bílý dáma · h5 bílý dáma · b4 bílý dáma · e3 bílý dáma · a2 bílý dáma · f1 bílý dáma | d8 bílý dáma · g7 bílý dáma · c6 bílý dáma · h5 bílý dáma · b4 bílý dáma · e3 bílý dáma · a2 bílý dáma · f1 bílý dáma | d8 bílý dáma · g7 bílý dáma · c6 bílý dáma · h5 bílý dáma · b4 bílý dáma · e3 bílý dáma · a2 bílý dáma · f1 bílý dáma | 8 |
| 7 | d8 bílý dáma · g7 bílý dáma · c6 bílý dáma · h5 bílý dáma · b4 bílý dáma · e3 bílý dáma · a2 bílý dáma · f1 bílý dáma | d8 bílý dáma · g7 bílý dáma · c6 bílý dáma · h5 bílý dáma · b4 bílý dáma · e3 bílý dáma · a2 bílý dáma · f1 bílý dáma | d8 bílý dáma · g7 bílý dáma · c6 bílý dáma · h5 bílý dáma · b4 bílý dáma · e3 bílý dáma · a2 bílý dáma · f1 bílý dáma | d8 bílý dáma · g7 bílý dáma · c6 bílý dáma · h5 bílý dáma · b4 bílý dáma · e3 bílý dáma · a2 bílý dáma · f1 bílý dáma | d8 bílý dáma · g7 bílý dáma · c6 bílý dáma · h5 bílý dáma · b4 bílý dáma · e3 bílý dáma · a2 bílý dáma · f1 bílý dáma | d8 bílý dáma · g7 bílý dáma · c6 bílý dáma · h5 bílý dáma · b4 bílý dáma · e3 bílý dáma · a2 bílý dáma · f1 bílý dáma | d8 bílý dáma · g7 bílý dáma · c6 bílý dáma · h5 bílý dáma · b4 bílý dáma · e3 bílý dáma · a2 bílý dáma · f1 bílý dáma | d8 bílý dáma · g7 bílý dáma · c6 bílý dáma · h5 bílý dáma · b4 bílý dáma · e3 bílý dáma · a2 bílý dáma · f1 bílý dáma | 7 |
| 6 | d8 bílý dáma · g7 bílý dáma · c6 bílý dáma · h5 bílý dáma · b4 bílý dáma · e3 bílý dáma · a2 bílý dáma · f1 bílý dáma | d8 bílý dáma · g7 bílý dáma · c6 bílý dáma · h5 bílý dáma · b4 bílý dáma · e3 bílý dáma · a2 bílý dáma · f1 bílý dáma | d8 bílý dáma · g7 bílý dáma · c6 bílý dáma · h5 bílý dáma · b4 bílý dáma · e3 bílý dáma · a2 bílý dáma · f1 bílý dáma | d8 bílý dáma · g7 bílý dáma · c6 bílý dáma · h5 bílý dáma · b4 bílý dáma · e3 bílý dáma · a2 bílý dáma · f1 bílý dáma | d8 bílý dáma · g7 bílý dáma · c6 bílý dáma · h5 bílý dáma · b4 bílý dáma · e3 bílý dáma · a2 bílý dáma · f1 bílý dáma | d8 bílý dáma · g7 bílý dáma · c6 bílý dáma · h5 bílý dáma · b4 bílý dáma · e3 bílý dáma · a2 bílý dáma · f1 bílý dáma | d8 bílý dáma · g7 bílý dáma · c6 bílý dáma · h5 bílý dáma · b4 bílý dáma · e3 bílý dáma · a2 bílý dáma · f1 bílý dáma | d8 bílý dáma · g7 bílý dáma · c6 bílý dáma · h5 bílý dáma · b4 bílý dáma · e3 bílý dáma · a2 bílý dáma · f1 bílý dáma | 6 |
| 5 | d8 bílý dáma · g7 bílý dáma · c6 bílý dáma · h5 bílý dáma · b4 bílý dáma · e3 bílý dáma · a2 bílý dáma · f1 bílý dáma | d8 bílý dáma · g7 bílý dáma · c6 bílý dáma · h5 bílý dáma · b4 bílý dáma · e3 bílý dáma · a2 bílý dáma · f1 bílý dáma | d8 bílý dáma · g7 bílý dáma · c6 bílý dáma · h5 bílý dáma · b4 bílý dáma · e3 bílý dáma · a2 bílý dáma · f1 bílý dáma | d8 bílý dáma · g7 bílý dáma · c6 bílý dáma · h5 bílý dáma · b4 bílý dáma · e3 bílý dáma · a2 bílý dáma · f1 bílý dáma | d8 bílý dáma · g7 bílý dáma · c6 bílý dáma · h5 bílý dáma · b4 bílý dáma · e3 bílý dáma · a2 bílý dáma · f1 bílý dáma | d8 bílý dáma · g7 bílý dáma · c6 bílý dáma · h5 bílý dáma · b4 bílý dáma · e3 bílý dáma · a2 bílý dáma · f1 bílý dáma | d8 bílý dáma · g7 bílý dáma · c6 bílý dáma · h5 bílý dáma · b4 bílý dáma · e3 bílý dáma · a2 bílý dáma · f1 bílý dáma | d8 bílý dáma · g7 bílý dáma · c6 bílý dáma · h5 bílý dáma · b4 bílý dáma · e3 bílý dáma · a2 bílý dáma · f1 bílý dáma | 5 |
| 4 | d8 bílý dáma · g7 bílý dáma · c6 bílý dáma · h5 bílý dáma · b4 bílý dáma · e3 bílý dáma · a2 bílý dáma · f1 bílý dáma | d8 bílý dáma · g7 bílý dáma · c6 bílý dáma · h5 bílý dáma · b4 bílý dáma · e3 bílý dáma · a2 bílý dáma · f1 bílý dáma | d8 bílý dáma · g7 bílý dáma · c6 bílý dáma · h5 bílý dáma · b4 bílý dáma · e3 bílý dáma · a2 bílý dáma · f1 bílý dáma | d8 bílý dáma · g7 bílý dáma · c6 bílý dáma · h5 bílý dáma · b4 bílý dáma · e3 bílý dáma · a2 bílý dáma · f1 bílý dáma | d8 bílý dáma · g7 bílý dáma · c6 bílý dáma · h5 bílý dáma · b4 bílý dáma · e3 bílý dáma · a2 bílý dáma · f1 bílý dáma | d8 bílý dáma · g7 bílý dáma · c6 bílý dáma · h5 bílý dáma · b4 bílý dáma · e3 bílý dáma · a2 bílý dáma · f1 bílý dáma | d8 bílý dáma · g7 bílý dáma · c6 bílý dáma · h5 bílý dáma · b4 bílý dáma · e3 bílý dáma · a2 bílý dáma · f1 bílý dáma | d8 bílý dáma · g7 bílý dáma · c6 bílý dáma · h5 bílý dáma · b4 bílý dáma · e3 bílý dáma · a2 bílý dáma · f1 bílý dáma | 4 |
| 3 | d8 bílý dáma · g7 bílý dáma · c6 bílý dáma · h5 bílý dáma · b4 bílý dáma · e3 bílý dáma · a2 bílý dáma · f1 bílý dáma | d8 bílý dáma · g7 bílý dáma · c6 bílý dáma · h5 bílý dáma · b4 bílý dáma · e3 bílý dáma · a2 bílý dáma · f1 bílý dáma | d8 bílý dáma · g7 bílý dáma · c6 bílý dáma · h5 bílý dáma · b4 bílý dáma · e3 bílý dáma · a2 bílý dáma · f1 bílý dáma | d8 bílý dáma · g7 bílý dáma · c6 bílý dáma · h5 bílý dáma · b4 bílý dáma · e3 bílý dáma · a2 bílý dáma · f1 bílý dáma | d8 bílý dáma · g7 bílý dáma · c6 bílý dáma · h5 bílý dáma · b4 bílý dáma · e3 bílý dáma · a2 bílý dáma · f1 bílý dáma | d8 bílý dáma · g7 bílý dáma · c6 bílý dáma · h5 bílý dáma · b4 bílý dáma · e3 bílý dáma · a2 bílý dáma · f1 bílý dáma | d8 bílý dáma · g7 bílý dáma · c6 bílý dáma · h5 bílý dáma · b4 bílý dáma · e3 bílý dáma · a2 bílý dáma · f1 bílý dáma | d8 bílý dáma · g7 bílý dáma · c6 bílý dáma · h5 bílý dáma · b4 bílý dáma · e3 bílý dáma · a2 bílý dáma · f1 bílý dáma | 3 |
| 2 | d8 bílý dáma · g7 bílý dáma · c6 bílý dáma · h5 bílý dáma · b4 bílý dáma · e3 bílý dáma · a2 bílý dáma · f1 bílý dáma | d8 bílý dáma · g7 bílý dáma · c6 bílý dáma · h5 bílý dáma · b4 bílý dáma · e3 bílý dáma · a2 bílý dáma · f1 bílý dáma | d8 bílý dáma · g7 bílý dáma · c6 bílý dáma · h5 bílý dáma · b4 bílý dáma · e3 bílý dáma · a2 bílý dáma · f1 bílý dáma | d8 bílý dáma · g7 bílý dáma · c6 bílý dáma · h5 bílý dáma · b4 bílý dáma · e3 bílý dáma · a2 bílý dáma · f1 bílý dáma | d8 bílý dáma · g7 bílý dáma · c6 bílý dáma · h5 bílý dáma · b4 bílý dáma · e3 bílý dáma · a2 bílý dáma · f1 bílý dáma | d8 bílý dáma · g7 bílý dáma · c6 bílý dáma · h5 bílý dáma · b4 bílý dáma · e3 bílý dáma · a2 bílý dáma · f1 bílý dáma | d8 bílý dáma · g7 bílý dáma · c6 bílý dáma · h5 bílý dáma · b4 bílý dáma · e3 bílý dáma · a2 bílý dáma · f1 bílý dáma | d8 bílý dáma · g7 bílý dáma · c6 bílý dáma · h5 bílý dáma · b4 bílý dáma · e3 bílý dáma · a2 bílý dáma · f1 bílý dáma | 2 |
| 1 | d8 bílý dáma · g7 bílý dáma · c6 bílý dáma · h5 bílý dáma · b4 bílý dáma · e3 bílý dáma · a2 bílý dáma · f1 bílý dáma | d8 bílý dáma · g7 bílý dáma · c6 bílý dáma · h5 bílý dáma · b4 bílý dáma · e3 bílý dáma · a2 bílý dáma · f1 bílý dáma | d8 bílý dáma · g7 bílý dáma · c6 bílý dáma · h5 bílý dáma · b4 bílý dáma · e3 bílý dáma · a2 bílý dáma · f1 bílý dáma | d8 bílý dáma · g7 bílý dáma · c6 bílý dáma · h5 bílý dáma · b4 bílý dáma · e3 bílý dáma · a2 bílý dáma · f1 bílý dáma | d8 bílý dáma · g7 bílý dáma · c6 bílý dáma · h5 bílý dáma · b4 bílý dáma · e3 bílý dáma · a2 bílý dáma · f1 bílý dáma | d8 bílý dáma · g7 bílý dáma · c6 bílý dáma · h5 bílý dáma · b4 bílý dáma · e3 bílý dáma · a2 bílý dáma · f1 bílý dáma | d8 bílý dáma · g7 bílý dáma · c6 bílý dáma · h5 bílý dáma · b4 bílý dáma · e3 bílý dáma · a2 bílý dáma · f1 bílý dáma | d8 bílý dáma · g7 bílý dáma · c6 bílý dáma · h5 bílý dáma · b4 bílý dáma · e3 bílý dáma · a2 bílý dáma · f1 bílý dáma | 1 |
|   | a | b | c | d | e | f | g | h |   |

Problém osmi dam je šachová úloha, respektive kombinatorický problém umístit na šachovnici osm dam tak, aby se podle pravidel šachu navzájem neohrožovaly, tedy vybrat osm polí tak, aby žádná dvě nebyla ve stejné řadě, sloupci, ani diagonální linii. Obecněji jde o to nalézt všechna možná taková rozmístění nebo určit jejich počet.
Úlohu lze zobecnit na problém n dam, tedy otázku, jak lze rozmístit n dam na šachovnici o rozměrech n×n tak, aby se vzájemně neohrožovaly. Často se využívá při výuce programování, jelikož umožňuje názorný výklad backtrackingových algoritmů.

## Historie úlohy
Problém osmi dam poprvé zveřejnil v berlínském časopise Schachzeitung v roce 1848 Max Bezzel. V dalších letech se problému věnovalo mnoho slavných matematiků včetně Gausse. Zobecnění problému na n dam navrhl v roce 1850 Franz Nauck, který také správně stanovil počet všech řešení původního problému. V roce 1874 navrhl Siegmund Günther metodu řešení úlohy pomocí determinantů, kterou poté vylepšil James Whitbread Lee Glaisher.

## Počet řešení
Problém osmi dam má 92 různých řešení (uvažují se pochopitelně jako kombinace, tedy bez vzájemného rozlišování jednotlivých dam). Těchto 92 řešení však lze získat pomocí symetrie (otočením a zrcadlením podle čtyř os) z dvanácti základních řešení – 11 má osm symetrií, jedno jen čtyři, neboť je samo středově symetrické.
Počet všech řešení problému n dam na n x n šachovnici se započtením symetrie i bez pro malá n je následující (pro n = 1 existuje jediné triviální řešení, pro 2 a 3 žádné). Existuje domněnka, že počet řešení se asymptoticky chová jako n!/cn, kde c je kolem 2,54.
| n                     | 4 | 5  | 6 | 7  | 8  | 9   | 10  | 11    | 12     | 13     | 14      | 15        | 16         | .. | 24                  | 25                    | 26                     |
| --------------------- | - | -- | - | -- | -- | --- | --- | ----- | ------ | ------ | ------- | --------- | ---------- | -- | ------------------- | --------------------- | ---------------------- |
| Všechna řešení        | 2 | 10 | 4 | 40 | 92 | 352 | 724 | 2 680 | 14 200 | 73 712 | 365 596 | 2 279 184 | 14 772 512 | .. | 227 514 171 973 736 | 2 207 893 435 808 352 | 22 317 699 616 364 044 |
| Symetrická jen jednou | 1 | 2  | 1 | 6  | 12 | 46  | 92  | 341   | 1 787  | 9 233  | 45 752  | 285 053   |            | .. | 28 439 272 956 934  | 275 986 683 743 434   | 2 789 712 466 510 289  |

### Přehled základních řešení
Dvanáct základních řešení problému osmi dam je zobrazeno na následujících diagramech:
|   | a | b | c | d | e | f | g | h |   |
| 8 | d8 bílý dáma · g7 bílý dáma · c6 bílý dáma · h5 bílý dáma · b4 bílý dáma · e3 bílý dáma · a2 bílý dáma · f1 bílý dáma | d8 bílý dáma · g7 bílý dáma · c6 bílý dáma · h5 bílý dáma · b4 bílý dáma · e3 bílý dáma · a2 bílý dáma · f1 bílý dáma | d8 bílý dáma · g7 bílý dáma · c6 bílý dáma · h5 bílý dáma · b4 bílý dáma · e3 bílý dáma · a2 bílý dáma · f1 bílý dáma | d8 bílý dáma · g7 bílý dáma · c6 bílý dáma · h5 bílý dáma · b4 bílý dáma · e3 bílý dáma · a2 bílý dáma · f1 bílý dáma | d8 bílý dáma · g7 bílý dáma · c6 bílý dáma · h5 bílý dáma · b4 bílý dáma · e3 bílý dáma · a2 bílý dáma · f1 bílý dáma | d8 bílý dáma · g7 bílý dáma · c6 bílý dáma · h5 bílý dáma · b4 bílý dáma · e3 bílý dáma · a2 bílý dáma · f1 bílý dáma | d8 bílý dáma · g7 bílý dáma · c6 bílý dáma · h5 bílý dáma · b4 bílý dáma · e3 bílý dáma · a2 bílý dáma · f1 bílý dáma | d8 bílý dáma · g7 bílý dáma · c6 bílý dáma · h5 bílý dáma · b4 bílý dáma · e3 bílý dáma · a2 bílý dáma · f1 bílý dáma | 8 |
| 7 | d8 bílý dáma · g7 bílý dáma · c6 bílý dáma · h5 bílý dáma · b4 bílý dáma · e3 bílý dáma · a2 bílý dáma · f1 bílý dáma | d8 bílý dáma · g7 bílý dáma · c6 bílý dáma · h5 bílý dáma · b4 bílý dáma · e3 bílý dáma · a2 bílý dáma · f1 bílý dáma | d8 bílý dáma · g7 bílý dáma · c6 bílý dáma · h5 bílý dáma · b4 bílý dáma · e3 bílý dáma · a2 bílý dáma · f1 bílý dáma | d8 bílý dáma · g7 bílý dáma · c6 bílý dáma · h5 bílý dáma · b4 bílý dáma · e3 bílý dáma · a2 bílý dáma · f1 bílý dáma | d8 bílý dáma · g7 bílý dáma · c6 bílý dáma · h5 bílý dáma · b4 bílý dáma · e3 bílý dáma · a2 bílý dáma · f1 bílý dáma | d8 bílý dáma · g7 bílý dáma · c6 bílý dáma · h5 bílý dáma · b4 bílý dáma · e3 bílý dáma · a2 bílý dáma · f1 bílý dáma | d8 bílý dáma · g7 bílý dáma · c6 bílý dáma · h5 bílý dáma · b4 bílý dáma · e3 bílý dáma · a2 bílý dáma · f1 bílý dáma | d8 bílý dáma · g7 bílý dáma · c6 bílý dáma · h5 bílý dáma · b4 bílý dáma · e3 bílý dáma · a2 bílý dáma · f1 bílý dáma | 7 |
| 6 | d8 bílý dáma · g7 bílý dáma · c6 bílý dáma · h5 bílý dáma · b4 bílý dáma · e3 bílý dáma · a2 bílý dáma · f1 bílý dáma | d8 bílý dáma · g7 bílý dáma · c6 bílý dáma · h5 bílý dáma · b4 bílý dáma · e3 bílý dáma · a2 bílý dáma · f1 bílý dáma | d8 bílý dáma · g7 bílý dáma · c6 bílý dáma · h5 bílý dáma · b4 bílý dáma · e3 bílý dáma · a2 bílý dáma · f1 bílý dáma | d8 bílý dáma · g7 bílý dáma · c6 bílý dáma · h5 bílý dáma · b4 bílý dáma · e3 bílý dáma · a2 bílý dáma · f1 bílý dáma | d8 bílý dáma · g7 bílý dáma · c6 bílý dáma · h5 bílý dáma · b4 bílý dáma · e3 bílý dáma · a2 bílý dáma · f1 bílý dáma | d8 bílý dáma · g7 bílý dáma · c6 bílý dáma · h5 bílý dáma · b4 bílý dáma · e3 bílý dáma · a2 bílý dáma · f1 bílý dáma | d8 bílý dáma · g7 bílý dáma · c6 bílý dáma · h5 bílý dáma · b4 bílý dáma · e3 bílý dáma · a2 bílý dáma · f1 bílý dáma | d8 bílý dáma · g7 bílý dáma · c6 bílý dáma · h5 bílý dáma · b4 bílý dáma · e3 bílý dáma · a2 bílý dáma · f1 bílý dáma | 6 |
| 5 | d8 bílý dáma · g7 bílý dáma · c6 bílý dáma · h5 bílý dáma · b4 bílý dáma · e3 bílý dáma · a2 bílý dáma · f1 bílý dáma | d8 bílý dáma · g7 bílý dáma · c6 bílý dáma · h5 bílý dáma · b4 bílý dáma · e3 bílý dáma · a2 bílý dáma · f1 bílý dáma | d8 bílý dáma · g7 bílý dáma · c6 bílý dáma · h5 bílý dáma · b4 bílý dáma · e3 bílý dáma · a2 bílý dáma · f1 bílý dáma | d8 bílý dáma · g7 bílý dáma · c6 bílý dáma · h5 bílý dáma · b4 bílý dáma · e3 bílý dáma · a2 bílý dáma · f1 bílý dáma | d8 bílý dáma · g7 bílý dáma · c6 bílý dáma · h5 bílý dáma · b4 bílý dáma · e3 bílý dáma · a2 bílý dáma · f1 bílý dáma | d8 bílý dáma · g7 bílý dáma · c6 bílý dáma · h5 bílý dáma · b4 bílý dáma · e3 bílý dáma · a2 bílý dáma · f1 bílý dáma | d8 bílý dáma · g7 bílý dáma · c6 bílý dáma · h5 bílý dáma · b4 bílý dáma · e3 bílý dáma · a2 bílý dáma · f1 bílý dáma | d8 bílý dáma · g7 bílý dáma · c6 bílý dáma · h5 bílý dáma · b4 bílý dáma · e3 bílý dáma · a2 bílý dáma · f1 bílý dáma | 5 |
| 4 | d8 bílý dáma · g7 bílý dáma · c6 bílý dáma · h5 bílý dáma · b4 bílý dáma · e3 bílý dáma · a2 bílý dáma · f1 bílý dáma | d8 bílý dáma · g7 bílý dáma · c6 bílý dáma · h5 bílý dáma · b4 bílý dáma · e3 bílý dáma · a2 bílý dáma · f1 bílý dáma | d8 bílý dáma · g7 bílý dáma · c6 bílý dáma · h5 bílý dáma · b4 bílý dáma · e3 bílý dáma · a2 bílý dáma · f1 bílý dáma | d8 bílý dáma · g7 bílý dáma · c6 bílý dáma · h5 bílý dáma · b4 bílý dáma · e3 bílý dáma · a2 bílý dáma · f1 bílý dáma | d8 bílý dáma · g7 bílý dáma · c6 bílý dáma · h5 bílý dáma · b4 bílý dáma · e3 bílý dáma · a2 bílý dáma · f1 bílý dáma | d8 bílý dáma · g7 bílý dáma · c6 bílý dáma · h5 bílý dáma · b4 bílý dáma · e3 bílý dáma · a2 bílý dáma · f1 bílý dáma | d8 bílý dáma · g7 bílý dáma · c6 bílý dáma · h5 bílý dáma · b4 bílý dáma · e3 bílý dáma · a2 bílý dáma · f1 bílý dáma | d8 bílý dáma · g7 bílý dáma · c6 bílý dáma · h5 bílý dáma · b4 bílý dáma · e3 bílý dáma · a2 bílý dáma · f1 bílý dáma | 4 |
| 3 | d8 bílý dáma · g7 bílý dáma · c6 bílý dáma · h5 bílý dáma · b4 bílý dáma · e3 bílý dáma · a2 bílý dáma · f1 bílý dáma | d8 bílý dáma · g7 bílý dáma · c6 bílý dáma · h5 bílý dáma · b4 bílý dáma · e3 bílý dáma · a2 bílý dáma · f1 bílý dáma | d8 bílý dáma · g7 bílý dáma · c6 bílý dáma · h5 bílý dáma · b4 bílý dáma · e3 bílý dáma · a2 bílý dáma · f1 bílý dáma | d8 bílý dáma · g7 bílý dáma · c6 bílý dáma · h5 bílý dáma · b4 bílý dáma · e3 bílý dáma · a2 bílý dáma · f1 bílý dáma | d8 bílý dáma · g7 bílý dáma · c6 bílý dáma · h5 bílý dáma · b4 bílý dáma · e3 bílý dáma · a2 bílý dáma · f1 bílý dáma | d8 bílý dáma · g7 bílý dáma · c6 bílý dáma · h5 bílý dáma · b4 bílý dáma · e3 bílý dáma · a2 bílý dáma · f1 bílý dáma | d8 bílý dáma · g7 bílý dáma · c6 bílý dáma · h5 bílý dáma · b4 bílý dáma · e3 bílý dáma · a2 bílý dáma · f1 bílý dáma | d8 bílý dáma · g7 bílý dáma · c6 bílý dáma · h5 bílý dáma · b4 bílý dáma · e3 bílý dáma · a2 bílý dáma · f1 bílý dáma | 3 |
| 2 | d8 bílý dáma · g7 bílý dáma · c6 bílý dáma · h5 bílý dáma · b4 bílý dáma · e3 bílý dáma · a2 bílý dáma · f1 bílý dáma | d8 bílý dáma · g7 bílý dáma · c6 bílý dáma · h5 bílý dáma · b4 bílý dáma · e3 bílý dáma · a2 bílý dáma · f1 bílý dáma | d8 bílý dáma · g7 bílý dáma · c6 bílý dáma · h5 bílý dáma · b4 bílý dáma · e3 bílý dáma · a2 bílý dáma · f1 bílý dáma | d8 bílý dáma · g7 bílý dáma · c6 bílý dáma · h5 bílý dáma · b4 bílý dáma · e3 bílý dáma · a2 bílý dáma · f1 bílý dáma | d8 bílý dáma · g7 bílý dáma · c6 bílý dáma · h5 bílý dáma · b4 bílý dáma · e3 bílý dáma · a2 bílý dáma · f1 bílý dáma | d8 bílý dáma · g7 bílý dáma · c6 bílý dáma · h5 bílý dáma · b4 bílý dáma · e3 bílý dáma · a2 bílý dáma · f1 bílý dáma | d8 bílý dáma · g7 bílý dáma · c6 bílý dáma · h5 bílý dáma · b4 bílý dáma · e3 bílý dáma · a2 bílý dáma · f1 bílý dáma | d8 bílý dáma · g7 bílý dáma · c6 bílý dáma · h5 bílý dáma · b4 bílý dáma · e3 bílý dáma · a2 bílý dáma · f1 bílý dáma | 2 |
| 1 | d8 bílý dáma · g7 bílý dáma · c6 bílý dáma · h5 bílý dáma · b4 bílý dáma · e3 bílý dáma · a2 bílý dáma · f1 bílý dáma | d8 bílý dáma · g7 bílý dáma · c6 bílý dáma · h5 bílý dáma · b4 bílý dáma · e3 bílý dáma · a2 bílý dáma · f1 bílý dáma | d8 bílý dáma · g7 bílý dáma · c6 bílý dáma · h5 bílý dáma · b4 bílý dáma · e3 bílý dáma · a2 bílý dáma · f1 bílý dáma | d8 bílý dáma · g7 bílý dáma · c6 bílý dáma · h5 bílý dáma · b4 bílý dáma · e3 bílý dáma · a2 bílý dáma · f1 bílý dáma | d8 bílý dáma · g7 bílý dáma · c6 bílý dáma · h5 bílý dáma · b4 bílý dáma · e3 bílý dáma · a2 bílý dáma · f1 bílý dáma | d8 bílý dáma · g7 bílý dáma · c6 bílý dáma · h5 bílý dáma · b4 bílý dáma · e3 bílý dáma · a2 bílý dáma · f1 bílý dáma | d8 bílý dáma · g7 bílý dáma · c6 bílý dáma · h5 bílý dáma · b4 bílý dáma · e3 bílý dáma · a2 bílý dáma · f1 bílý dáma | d8 bílý dáma · g7 bílý dáma · c6 bílý dáma · h5 bílý dáma · b4 bílý dáma · e3 bílý dáma · a2 bílý dáma · f1 bílý dáma | 1 |
|   | a | b | c | d | e | f | g | h |   |

|   | a | b | c | d | e | f | g | h |   |
| 8 | e8 bílý dáma · b7 bílý dáma · d6 bílý dáma · g5 bílý dáma · c4 bílý dáma · h3 bílý dáma · f2 bílý dáma · a1 bílý dáma | e8 bílý dáma · b7 bílý dáma · d6 bílý dáma · g5 bílý dáma · c4 bílý dáma · h3 bílý dáma · f2 bílý dáma · a1 bílý dáma | e8 bílý dáma · b7 bílý dáma · d6 bílý dáma · g5 bílý dáma · c4 bílý dáma · h3 bílý dáma · f2 bílý dáma · a1 bílý dáma | e8 bílý dáma · b7 bílý dáma · d6 bílý dáma · g5 bílý dáma · c4 bílý dáma · h3 bílý dáma · f2 bílý dáma · a1 bílý dáma | e8 bílý dáma · b7 bílý dáma · d6 bílý dáma · g5 bílý dáma · c4 bílý dáma · h3 bílý dáma · f2 bílý dáma · a1 bílý dáma | e8 bílý dáma · b7 bílý dáma · d6 bílý dáma · g5 bílý dáma · c4 bílý dáma · h3 bílý dáma · f2 bílý dáma · a1 bílý dáma | e8 bílý dáma · b7 bílý dáma · d6 bílý dáma · g5 bílý dáma · c4 bílý dáma · h3 bílý dáma · f2 bílý dáma · a1 bílý dáma | e8 bílý dáma · b7 bílý dáma · d6 bílý dáma · g5 bílý dáma · c4 bílý dáma · h3 bílý dáma · f2 bílý dáma · a1 bílý dáma | 8 |
| 7 | e8 bílý dáma · b7 bílý dáma · d6 bílý dáma · g5 bílý dáma · c4 bílý dáma · h3 bílý dáma · f2 bílý dáma · a1 bílý dáma | e8 bílý dáma · b7 bílý dáma · d6 bílý dáma · g5 bílý dáma · c4 bílý dáma · h3 bílý dáma · f2 bílý dáma · a1 bílý dáma | e8 bílý dáma · b7 bílý dáma · d6 bílý dáma · g5 bílý dáma · c4 bílý dáma · h3 bílý dáma · f2 bílý dáma · a1 bílý dáma | e8 bílý dáma · b7 bílý dáma · d6 bílý dáma · g5 bílý dáma · c4 bílý dáma · h3 bílý dáma · f2 bílý dáma · a1 bílý dáma | e8 bílý dáma · b7 bílý dáma · d6 bílý dáma · g5 bílý dáma · c4 bílý dáma · h3 bílý dáma · f2 bílý dáma · a1 bílý dáma | e8 bílý dáma · b7 bílý dáma · d6 bílý dáma · g5 bílý dáma · c4 bílý dáma · h3 bílý dáma · f2 bílý dáma · a1 bílý dáma | e8 bílý dáma · b7 bílý dáma · d6 bílý dáma · g5 bílý dáma · c4 bílý dáma · h3 bílý dáma · f2 bílý dáma · a1 bílý dáma | e8 bílý dáma · b7 bílý dáma · d6 bílý dáma · g5 bílý dáma · c4 bílý dáma · h3 bílý dáma · f2 bílý dáma · a1 bílý dáma | 7 |
| 6 | e8 bílý dáma · b7 bílý dáma · d6 bílý dáma · g5 bílý dáma · c4 bílý dáma · h3 bílý dáma · f2 bílý dáma · a1 bílý dáma | e8 bílý dáma · b7 bílý dáma · d6 bílý dáma · g5 bílý dáma · c4 bílý dáma · h3 bílý dáma · f2 bílý dáma · a1 bílý dáma | e8 bílý dáma · b7 bílý dáma · d6 bílý dáma · g5 bílý dáma · c4 bílý dáma · h3 bílý dáma · f2 bílý dáma · a1 bílý dáma | e8 bílý dáma · b7 bílý dáma · d6 bílý dáma · g5 bílý dáma · c4 bílý dáma · h3 bílý dáma · f2 bílý dáma · a1 bílý dáma | e8 bílý dáma · b7 bílý dáma · d6 bílý dáma · g5 bílý dáma · c4 bílý dáma · h3 bílý dáma · f2 bílý dáma · a1 bílý dáma | e8 bílý dáma · b7 bílý dáma · d6 bílý dáma · g5 bílý dáma · c4 bílý dáma · h3 bílý dáma · f2 bílý dáma · a1 bílý dáma | e8 bílý dáma · b7 bílý dáma · d6 bílý dáma · g5 bílý dáma · c4 bílý dáma · h3 bílý dáma · f2 bílý dáma · a1 bílý dáma | e8 bílý dáma · b7 bílý dáma · d6 bílý dáma · g5 bílý dáma · c4 bílý dáma · h3 bílý dáma · f2 bílý dáma · a1 bílý dáma | 6 |
| 5 | e8 bílý dáma · b7 bílý dáma · d6 bílý dáma · g5 bílý dáma · c4 bílý dáma · h3 bílý dáma · f2 bílý dáma · a1 bílý dáma | e8 bílý dáma · b7 bílý dáma · d6 bílý dáma · g5 bílý dáma · c4 bílý dáma · h3 bílý dáma · f2 bílý dáma · a1 bílý dáma | e8 bílý dáma · b7 bílý dáma · d6 bílý dáma · g5 bílý dáma · c4 bílý dáma · h3 bílý dáma · f2 bílý dáma · a1 bílý dáma | e8 bílý dáma · b7 bílý dáma · d6 bílý dáma · g5 bílý dáma · c4 bílý dáma · h3 bílý dáma · f2 bílý dáma · a1 bílý dáma | e8 bílý dáma · b7 bílý dáma · d6 bílý dáma · g5 bílý dáma · c4 bílý dáma · h3 bílý dáma · f2 bílý dáma · a1 bílý dáma | e8 bílý dáma · b7 bílý dáma · d6 bílý dáma · g5 bílý dáma · c4 bílý dáma · h3 bílý dáma · f2 bílý dáma · a1 bílý dáma | e8 bílý dáma · b7 bílý dáma · d6 bílý dáma · g5 bílý dáma · c4 bílý dáma · h3 bílý dáma · f2 bílý dáma · a1 bílý dáma | e8 bílý dáma · b7 bílý dáma · d6 bílý dáma · g5 bílý dáma · c4 bílý dáma · h3 bílý dáma · f2 bílý dáma · a1 bílý dáma | 5 |
| 4 | e8 bílý dáma · b7 bílý dáma · d6 bílý dáma · g5 bílý dáma · c4 bílý dáma · h3 bílý dáma · f2 bílý dáma · a1 bílý dáma | e8 bílý dáma · b7 bílý dáma · d6 bílý dáma · g5 bílý dáma · c4 bílý dáma · h3 bílý dáma · f2 bílý dáma · a1 bílý dáma | e8 bílý dáma · b7 bílý dáma · d6 bílý dáma · g5 bílý dáma · c4 bílý dáma · h3 bílý dáma · f2 bílý dáma · a1 bílý dáma | e8 bílý dáma · b7 bílý dáma · d6 bílý dáma · g5 bílý dáma · c4 bílý dáma · h3 bílý dáma · f2 bílý dáma · a1 bílý dáma | e8 bílý dáma · b7 bílý dáma · d6 bílý dáma · g5 bílý dáma · c4 bílý dáma · h3 bílý dáma · f2 bílý dáma · a1 bílý dáma | e8 bílý dáma · b7 bílý dáma · d6 bílý dáma · g5 bílý dáma · c4 bílý dáma · h3 bílý dáma · f2 bílý dáma · a1 bílý dáma | e8 bílý dáma · b7 bílý dáma · d6 bílý dáma · g5 bílý dáma · c4 bílý dáma · h3 bílý dáma · f2 bílý dáma · a1 bílý dáma | e8 bílý dáma · b7 bílý dáma · d6 bílý dáma · g5 bílý dáma · c4 bílý dáma · h3 bílý dáma · f2 bílý dáma · a1 bílý dáma | 4 |
| 3 | e8 bílý dáma · b7 bílý dáma · d6 bílý dáma · g5 bílý dáma · c4 bílý dáma · h3 bílý dáma · f2 bílý dáma · a1 bílý dáma | e8 bílý dáma · b7 bílý dáma · d6 bílý dáma · g5 bílý dáma · c4 bílý dáma · h3 bílý dáma · f2 bílý dáma · a1 bílý dáma | e8 bílý dáma · b7 bílý dáma · d6 bílý dáma · g5 bílý dáma · c4 bílý dáma · h3 bílý dáma · f2 bílý dáma · a1 bílý dáma | e8 bílý dáma · b7 bílý dáma · d6 bílý dáma · g5 bílý dáma · c4 bílý dáma · h3 bílý dáma · f2 bílý dáma · a1 bílý dáma | e8 bílý dáma · b7 bílý dáma · d6 bílý dáma · g5 bílý dáma · c4 bílý dáma · h3 bílý dáma · f2 bílý dáma · a1 bílý dáma | e8 bílý dáma · b7 bílý dáma · d6 bílý dáma · g5 bílý dáma · c4 bílý dáma · h3 bílý dáma · f2 bílý dáma · a1 bílý dáma | e8 bílý dáma · b7 bílý dáma · d6 bílý dáma · g5 bílý dáma · c4 bílý dáma · h3 bílý dáma · f2 bílý dáma · a1 bílý dáma | e8 bílý dáma · b7 bílý dáma · d6 bílý dáma · g5 bílý dáma · c4 bílý dáma · h3 bílý dáma · f2 bílý dáma · a1 bílý dáma | 3 |
| 2 | e8 bílý dáma · b7 bílý dáma · d6 bílý dáma · g5 bílý dáma · c4 bílý dáma · h3 bílý dáma · f2 bílý dáma · a1 bílý dáma | e8 bílý dáma · b7 bílý dáma · d6 bílý dáma · g5 bílý dáma · c4 bílý dáma · h3 bílý dáma · f2 bílý dáma · a1 bílý dáma | e8 bílý dáma · b7 bílý dáma · d6 bílý dáma · g5 bílý dáma · c4 bílý dáma · h3 bílý dáma · f2 bílý dáma · a1 bílý dáma | e8 bílý dáma · b7 bílý dáma · d6 bílý dáma · g5 bílý dáma · c4 bílý dáma · h3 bílý dáma · f2 bílý dáma · a1 bílý dáma | e8 bílý dáma · b7 bílý dáma · d6 bílý dáma · g5 bílý dáma · c4 bílý dáma · h3 bílý dáma · f2 bílý dáma · a1 bílý dáma | e8 bílý dáma · b7 bílý dáma · d6 bílý dáma · g5 bílý dáma · c4 bílý dáma · h3 bílý dáma · f2 bílý dáma · a1 bílý dáma | e8 bílý dáma · b7 bílý dáma · d6 bílý dáma · g5 bílý dáma · c4 bílý dáma · h3 bílý dáma · f2 bílý dáma · a1 bílý dáma | e8 bílý dáma · b7 bílý dáma · d6 bílý dáma · g5 bílý dáma · c4 bílý dáma · h3 bílý dáma · f2 bílý dáma · a1 bílý dáma | 2 |
| 1 | e8 bílý dáma · b7 bílý dáma · d6 bílý dáma · g5 bílý dáma · c4 bílý dáma · h3 bílý dáma · f2 bílý dáma · a1 bílý dáma | e8 bílý dáma · b7 bílý dáma · d6 bílý dáma · g5 bílý dáma · c4 bílý dáma · h3 bílý dáma · f2 bílý dáma · a1 bílý dáma | e8 bílý dáma · b7 bílý dáma · d6 bílý dáma · g5 bílý dáma · c4 bílý dáma · h3 bílý dáma · f2 bílý dáma · a1 bílý dáma | e8 bílý dáma · b7 bílý dáma · d6 bílý dáma · g5 bílý dáma · c4 bílý dáma · h3 bílý dáma · f2 bílý dáma · a1 bílý dáma | e8 bílý dáma · b7 bílý dáma · d6 bílý dáma · g5 bílý dáma · c4 bílý dáma · h3 bílý dáma · f2 bílý dáma · a1 bílý dáma | e8 bílý dáma · b7 bílý dáma · d6 bílý dáma · g5 bílý dáma · c4 bílý dáma · h3 bílý dáma · f2 bílý dáma · a1 bílý dáma | e8 bílý dáma · b7 bílý dáma · d6 bílý dáma · g5 bílý dáma · c4 bílý dáma · h3 bílý dáma · f2 bílý dáma · a1 bílý dáma | e8 bílý dáma · b7 bílý dáma · d6 bílý dáma · g5 bílý dáma · c4 bílý dáma · h3 bílý dáma · f2 bílý dáma · a1 bílý dáma | 1 |
|   | a | b | c | d | e | f | g | h |   |

|   | a | b | c | d | e | f | g | h |   |
| 8 | d8 bílý dáma · b7 bílý dáma · g6 bílý dáma · c5 bílý dáma · f4 bílý dáma · h3 bílý dáma · e2 bílý dáma · a1 bílý dáma | d8 bílý dáma · b7 bílý dáma · g6 bílý dáma · c5 bílý dáma · f4 bílý dáma · h3 bílý dáma · e2 bílý dáma · a1 bílý dáma | d8 bílý dáma · b7 bílý dáma · g6 bílý dáma · c5 bílý dáma · f4 bílý dáma · h3 bílý dáma · e2 bílý dáma · a1 bílý dáma | d8 bílý dáma · b7 bílý dáma · g6 bílý dáma · c5 bílý dáma · f4 bílý dáma · h3 bílý dáma · e2 bílý dáma · a1 bílý dáma | d8 bílý dáma · b7 bílý dáma · g6 bílý dáma · c5 bílý dáma · f4 bílý dáma · h3 bílý dáma · e2 bílý dáma · a1 bílý dáma | d8 bílý dáma · b7 bílý dáma · g6 bílý dáma · c5 bílý dáma · f4 bílý dáma · h3 bílý dáma · e2 bílý dáma · a1 bílý dáma | d8 bílý dáma · b7 bílý dáma · g6 bílý dáma · c5 bílý dáma · f4 bílý dáma · h3 bílý dáma · e2 bílý dáma · a1 bílý dáma | d8 bílý dáma · b7 bílý dáma · g6 bílý dáma · c5 bílý dáma · f4 bílý dáma · h3 bílý dáma · e2 bílý dáma · a1 bílý dáma | 8 |
| 7 | d8 bílý dáma · b7 bílý dáma · g6 bílý dáma · c5 bílý dáma · f4 bílý dáma · h3 bílý dáma · e2 bílý dáma · a1 bílý dáma | d8 bílý dáma · b7 bílý dáma · g6 bílý dáma · c5 bílý dáma · f4 bílý dáma · h3 bílý dáma · e2 bílý dáma · a1 bílý dáma | d8 bílý dáma · b7 bílý dáma · g6 bílý dáma · c5 bílý dáma · f4 bílý dáma · h3 bílý dáma · e2 bílý dáma · a1 bílý dáma | d8 bílý dáma · b7 bílý dáma · g6 bílý dáma · c5 bílý dáma · f4 bílý dáma · h3 bílý dáma · e2 bílý dáma · a1 bílý dáma | d8 bílý dáma · b7 bílý dáma · g6 bílý dáma · c5 bílý dáma · f4 bílý dáma · h3 bílý dáma · e2 bílý dáma · a1 bílý dáma | d8 bílý dáma · b7 bílý dáma · g6 bílý dáma · c5 bílý dáma · f4 bílý dáma · h3 bílý dáma · e2 bílý dáma · a1 bílý dáma | d8 bílý dáma · b7 bílý dáma · g6 bílý dáma · c5 bílý dáma · f4 bílý dáma · h3 bílý dáma · e2 bílý dáma · a1 bílý dáma | d8 bílý dáma · b7 bílý dáma · g6 bílý dáma · c5 bílý dáma · f4 bílý dáma · h3 bílý dáma · e2 bílý dáma · a1 bílý dáma | 7 |
| 6 | d8 bílý dáma · b7 bílý dáma · g6 bílý dáma · c5 bílý dáma · f4 bílý dáma · h3 bílý dáma · e2 bílý dáma · a1 bílý dáma | d8 bílý dáma · b7 bílý dáma · g6 bílý dáma · c5 bílý dáma · f4 bílý dáma · h3 bílý dáma · e2 bílý dáma · a1 bílý dáma | d8 bílý dáma · b7 bílý dáma · g6 bílý dáma · c5 bílý dáma · f4 bílý dáma · h3 bílý dáma · e2 bílý dáma · a1 bílý dáma | d8 bílý dáma · b7 bílý dáma · g6 bílý dáma · c5 bílý dáma · f4 bílý dáma · h3 bílý dáma · e2 bílý dáma · a1 bílý dáma | d8 bílý dáma · b7 bílý dáma · g6 bílý dáma · c5 bílý dáma · f4 bílý dáma · h3 bílý dáma · e2 bílý dáma · a1 bílý dáma | d8 bílý dáma · b7 bílý dáma · g6 bílý dáma · c5 bílý dáma · f4 bílý dáma · h3 bílý dáma · e2 bílý dáma · a1 bílý dáma | d8 bílý dáma · b7 bílý dáma · g6 bílý dáma · c5 bílý dáma · f4 bílý dáma · h3 bílý dáma · e2 bílý dáma · a1 bílý dáma | d8 bílý dáma · b7 bílý dáma · g6 bílý dáma · c5 bílý dáma · f4 bílý dáma · h3 bílý dáma · e2 bílý dáma · a1 bílý dáma | 6 |
| 5 | d8 bílý dáma · b7 bílý dáma · g6 bílý dáma · c5 bílý dáma · f4 bílý dáma · h3 bílý dáma · e2 bílý dáma · a1 bílý dáma | d8 bílý dáma · b7 bílý dáma · g6 bílý dáma · c5 bílý dáma · f4 bílý dáma · h3 bílý dáma · e2 bílý dáma · a1 bílý dáma | d8 bílý dáma · b7 bílý dáma · g6 bílý dáma · c5 bílý dáma · f4 bílý dáma · h3 bílý dáma · e2 bílý dáma · a1 bílý dáma | d8 bílý dáma · b7 bílý dáma · g6 bílý dáma · c5 bílý dáma · f4 bílý dáma · h3 bílý dáma · e2 bílý dáma · a1 bílý dáma | d8 bílý dáma · b7 bílý dáma · g6 bílý dáma · c5 bílý dáma · f4 bílý dáma · h3 bílý dáma · e2 bílý dáma · a1 bílý dáma | d8 bílý dáma · b7 bílý dáma · g6 bílý dáma · c5 bílý dáma · f4 bílý dáma · h3 bílý dáma · e2 bílý dáma · a1 bílý dáma | d8 bílý dáma · b7 bílý dáma · g6 bílý dáma · c5 bílý dáma · f4 bílý dáma · h3 bílý dáma · e2 bílý dáma · a1 bílý dáma | d8 bílý dáma · b7 bílý dáma · g6 bílý dáma · c5 bílý dáma · f4 bílý dáma · h3 bílý dáma · e2 bílý dáma · a1 bílý dáma | 5 |
| 4 | d8 bílý dáma · b7 bílý dáma · g6 bílý dáma · c5 bílý dáma · f4 bílý dáma · h3 bílý dáma · e2 bílý dáma · a1 bílý dáma | d8 bílý dáma · b7 bílý dáma · g6 bílý dáma · c5 bílý dáma · f4 bílý dáma · h3 bílý dáma · e2 bílý dáma · a1 bílý dáma | d8 bílý dáma · b7 bílý dáma · g6 bílý dáma · c5 bílý dáma · f4 bílý dáma · h3 bílý dáma · e2 bílý dáma · a1 bílý dáma | d8 bílý dáma · b7 bílý dáma · g6 bílý dáma · c5 bílý dáma · f4 bílý dáma · h3 bílý dáma · e2 bílý dáma · a1 bílý dáma | d8 bílý dáma · b7 bílý dáma · g6 bílý dáma · c5 bílý dáma · f4 bílý dáma · h3 bílý dáma · e2 bílý dáma · a1 bílý dáma | d8 bílý dáma · b7 bílý dáma · g6 bílý dáma · c5 bílý dáma · f4 bílý dáma · h3 bílý dáma · e2 bílý dáma · a1 bílý dáma | d8 bílý dáma · b7 bílý dáma · g6 bílý dáma · c5 bílý dáma · f4 bílý dáma · h3 bílý dáma · e2 bílý dáma · a1 bílý dáma | d8 bílý dáma · b7 bílý dáma · g6 bílý dáma · c5 bílý dáma · f4 bílý dáma · h3 bílý dáma · e2 bílý dáma · a1 bílý dáma | 4 |
| 3 | d8 bílý dáma · b7 bílý dáma · g6 bílý dáma · c5 bílý dáma · f4 bílý dáma · h3 bílý dáma · e2 bílý dáma · a1 bílý dáma | d8 bílý dáma · b7 bílý dáma · g6 bílý dáma · c5 bílý dáma · f4 bílý dáma · h3 bílý dáma · e2 bílý dáma · a1 bílý dáma | d8 bílý dáma · b7 bílý dáma · g6 bílý dáma · c5 bílý dáma · f4 bílý dáma · h3 bílý dáma · e2 bílý dáma · a1 bílý dáma | d8 bílý dáma · b7 bílý dáma · g6 bílý dáma · c5 bílý dáma · f4 bílý dáma · h3 bílý dáma · e2 bílý dáma · a1 bílý dáma | d8 bílý dáma · b7 bílý dáma · g6 bílý dáma · c5 bílý dáma · f4 bílý dáma · h3 bílý dáma · e2 bílý dáma · a1 bílý dáma | d8 bílý dáma · b7 bílý dáma · g6 bílý dáma · c5 bílý dáma · f4 bílý dáma · h3 bílý dáma · e2 bílý dáma · a1 bílý dáma | d8 bílý dáma · b7 bílý dáma · g6 bílý dáma · c5 bílý dáma · f4 bílý dáma · h3 bílý dáma · e2 bílý dáma · a1 bílý dáma | d8 bílý dáma · b7 bílý dáma · g6 bílý dáma · c5 bílý dáma · f4 bílý dáma · h3 bílý dáma · e2 bílý dáma · a1 bílý dáma | 3 |
| 2 | d8 bílý dáma · b7 bílý dáma · g6 bílý dáma · c5 bílý dáma · f4 bílý dáma · h3 bílý dáma · e2 bílý dáma · a1 bílý dáma | d8 bílý dáma · b7 bílý dáma · g6 bílý dáma · c5 bílý dáma · f4 bílý dáma · h3 bílý dáma · e2 bílý dáma · a1 bílý dáma | d8 bílý dáma · b7 bílý dáma · g6 bílý dáma · c5 bílý dáma · f4 bílý dáma · h3 bílý dáma · e2 bílý dáma · a1 bílý dáma | d8 bílý dáma · b7 bílý dáma · g6 bílý dáma · c5 bílý dáma · f4 bílý dáma · h3 bílý dáma · e2 bílý dáma · a1 bílý dáma | d8 bílý dáma · b7 bílý dáma · g6 bílý dáma · c5 bílý dáma · f4 bílý dáma · h3 bílý dáma · e2 bílý dáma · a1 bílý dáma | d8 bílý dáma · b7 bílý dáma · g6 bílý dáma · c5 bílý dáma · f4 bílý dáma · h3 bílý dáma · e2 bílý dáma · a1 bílý dáma | d8 bílý dáma · b7 bílý dáma · g6 bílý dáma · c5 bílý dáma · f4 bílý dáma · h3 bílý dáma · e2 bílý dáma · a1 bílý dáma | d8 bílý dáma · b7 bílý dáma · g6 bílý dáma · c5 bílý dáma · f4 bílý dáma · h3 bílý dáma · e2 bílý dáma · a1 bílý dáma | 2 |
| 1 | d8 bílý dáma · b7 bílý dáma · g6 bílý dáma · c5 bílý dáma · f4 bílý dáma · h3 bílý dáma · e2 bílý dáma · a1 bílý dáma | d8 bílý dáma · b7 bílý dáma · g6 bílý dáma · c5 bílý dáma · f4 bílý dáma · h3 bílý dáma · e2 bílý dáma · a1 bílý dáma | d8 bílý dáma · b7 bílý dáma · g6 bílý dáma · c5 bílý dáma · f4 bílý dáma · h3 bílý dáma · e2 bílý dáma · a1 bílý dáma | d8 bílý dáma · b7 bílý dáma · g6 bílý dáma · c5 bílý dáma · f4 bílý dáma · h3 bílý dáma · e2 bílý dáma · a1 bílý dáma | d8 bílý dáma · b7 bílý dáma · g6 bílý dáma · c5 bílý dáma · f4 bílý dáma · h3 bílý dáma · e2 bílý dáma · a1 bílý dáma | d8 bílý dáma · b7 bílý dáma · g6 bílý dáma · c5 bílý dáma · f4 bílý dáma · h3 bílý dáma · e2 bílý dáma · a1 bílý dáma | d8 bílý dáma · b7 bílý dáma · g6 bílý dáma · c5 bílý dáma · f4 bílý dáma · h3 bílý dáma · e2 bílý dáma · a1 bílý dáma | d8 bílý dáma · b7 bílý dáma · g6 bílý dáma · c5 bílý dáma · f4 bílý dáma · h3 bílý dáma · e2 bílý dáma · a1 bílý dáma | 1 |
|   | a | b | c | d | e | f | g | h |   |

|   | a | b | c | d | e | f | g | h |   |
| 8 | d8 bílý dáma · f7 bílý dáma · h6 bílý dáma · c5 bílý dáma · a4 bílý dáma · g3 bílý dáma · e2 bílý dáma · b1 bílý dáma | d8 bílý dáma · f7 bílý dáma · h6 bílý dáma · c5 bílý dáma · a4 bílý dáma · g3 bílý dáma · e2 bílý dáma · b1 bílý dáma | d8 bílý dáma · f7 bílý dáma · h6 bílý dáma · c5 bílý dáma · a4 bílý dáma · g3 bílý dáma · e2 bílý dáma · b1 bílý dáma | d8 bílý dáma · f7 bílý dáma · h6 bílý dáma · c5 bílý dáma · a4 bílý dáma · g3 bílý dáma · e2 bílý dáma · b1 bílý dáma | d8 bílý dáma · f7 bílý dáma · h6 bílý dáma · c5 bílý dáma · a4 bílý dáma · g3 bílý dáma · e2 bílý dáma · b1 bílý dáma | d8 bílý dáma · f7 bílý dáma · h6 bílý dáma · c5 bílý dáma · a4 bílý dáma · g3 bílý dáma · e2 bílý dáma · b1 bílý dáma | d8 bílý dáma · f7 bílý dáma · h6 bílý dáma · c5 bílý dáma · a4 bílý dáma · g3 bílý dáma · e2 bílý dáma · b1 bílý dáma | d8 bílý dáma · f7 bílý dáma · h6 bílý dáma · c5 bílý dáma · a4 bílý dáma · g3 bílý dáma · e2 bílý dáma · b1 bílý dáma | 8 |
| 7 | d8 bílý dáma · f7 bílý dáma · h6 bílý dáma · c5 bílý dáma · a4 bílý dáma · g3 bílý dáma · e2 bílý dáma · b1 bílý dáma | d8 bílý dáma · f7 bílý dáma · h6 bílý dáma · c5 bílý dáma · a4 bílý dáma · g3 bílý dáma · e2 bílý dáma · b1 bílý dáma | d8 bílý dáma · f7 bílý dáma · h6 bílý dáma · c5 bílý dáma · a4 bílý dáma · g3 bílý dáma · e2 bílý dáma · b1 bílý dáma | d8 bílý dáma · f7 bílý dáma · h6 bílý dáma · c5 bílý dáma · a4 bílý dáma · g3 bílý dáma · e2 bílý dáma · b1 bílý dáma | d8 bílý dáma · f7 bílý dáma · h6 bílý dáma · c5 bílý dáma · a4 bílý dáma · g3 bílý dáma · e2 bílý dáma · b1 bílý dáma | d8 bílý dáma · f7 bílý dáma · h6 bílý dáma · c5 bílý dáma · a4 bílý dáma · g3 bílý dáma · e2 bílý dáma · b1 bílý dáma | d8 bílý dáma · f7 bílý dáma · h6 bílý dáma · c5 bílý dáma · a4 bílý dáma · g3 bílý dáma · e2 bílý dáma · b1 bílý dáma | d8 bílý dáma · f7 bílý dáma · h6 bílý dáma · c5 bílý dáma · a4 bílý dáma · g3 bílý dáma · e2 bílý dáma · b1 bílý dáma | 7 |
| 6 | d8 bílý dáma · f7 bílý dáma · h6 bílý dáma · c5 bílý dáma · a4 bílý dáma · g3 bílý dáma · e2 bílý dáma · b1 bílý dáma | d8 bílý dáma · f7 bílý dáma · h6 bílý dáma · c5 bílý dáma · a4 bílý dáma · g3 bílý dáma · e2 bílý dáma · b1 bílý dáma | d8 bílý dáma · f7 bílý dáma · h6 bílý dáma · c5 bílý dáma · a4 bílý dáma · g3 bílý dáma · e2 bílý dáma · b1 bílý dáma | d8 bílý dáma · f7 bílý dáma · h6 bílý dáma · c5 bílý dáma · a4 bílý dáma · g3 bílý dáma · e2 bílý dáma · b1 bílý dáma | d8 bílý dáma · f7 bílý dáma · h6 bílý dáma · c5 bílý dáma · a4 bílý dáma · g3 bílý dáma · e2 bílý dáma · b1 bílý dáma | d8 bílý dáma · f7 bílý dáma · h6 bílý dáma · c5 bílý dáma · a4 bílý dáma · g3 bílý dáma · e2 bílý dáma · b1 bílý dáma | d8 bílý dáma · f7 bílý dáma · h6 bílý dáma · c5 bílý dáma · a4 bílý dáma · g3 bílý dáma · e2 bílý dáma · b1 bílý dáma | d8 bílý dáma · f7 bílý dáma · h6 bílý dáma · c5 bílý dáma · a4 bílý dáma · g3 bílý dáma · e2 bílý dáma · b1 bílý dáma | 6 |
| 5 | d8 bílý dáma · f7 bílý dáma · h6 bílý dáma · c5 bílý dáma · a4 bílý dáma · g3 bílý dáma · e2 bílý dáma · b1 bílý dáma | d8 bílý dáma · f7 bílý dáma · h6 bílý dáma · c5 bílý dáma · a4 bílý dáma · g3 bílý dáma · e2 bílý dáma · b1 bílý dáma | d8 bílý dáma · f7 bílý dáma · h6 bílý dáma · c5 bílý dáma · a4 bílý dáma · g3 bílý dáma · e2 bílý dáma · b1 bílý dáma | d8 bílý dáma · f7 bílý dáma · h6 bílý dáma · c5 bílý dáma · a4 bílý dáma · g3 bílý dáma · e2 bílý dáma · b1 bílý dáma | d8 bílý dáma · f7 bílý dáma · h6 bílý dáma · c5 bílý dáma · a4 bílý dáma · g3 bílý dáma · e2 bílý dáma · b1 bílý dáma | d8 bílý dáma · f7 bílý dáma · h6 bílý dáma · c5 bílý dáma · a4 bílý dáma · g3 bílý dáma · e2 bílý dáma · b1 bílý dáma | d8 bílý dáma · f7 bílý dáma · h6 bílý dáma · c5 bílý dáma · a4 bílý dáma · g3 bílý dáma · e2 bílý dáma · b1 bílý dáma | d8 bílý dáma · f7 bílý dáma · h6 bílý dáma · c5 bílý dáma · a4 bílý dáma · g3 bílý dáma · e2 bílý dáma · b1 bílý dáma | 5 |
| 4 | d8 bílý dáma · f7 bílý dáma · h6 bílý dáma · c5 bílý dáma · a4 bílý dáma · g3 bílý dáma · e2 bílý dáma · b1 bílý dáma | d8 bílý dáma · f7 bílý dáma · h6 bílý dáma · c5 bílý dáma · a4 bílý dáma · g3 bílý dáma · e2 bílý dáma · b1 bílý dáma | d8 bílý dáma · f7 bílý dáma · h6 bílý dáma · c5 bílý dáma · a4 bílý dáma · g3 bílý dáma · e2 bílý dáma · b1 bílý dáma | d8 bílý dáma · f7 bílý dáma · h6 bílý dáma · c5 bílý dáma · a4 bílý dáma · g3 bílý dáma · e2 bílý dáma · b1 bílý dáma | d8 bílý dáma · f7 bílý dáma · h6 bílý dáma · c5 bílý dáma · a4 bílý dáma · g3 bílý dáma · e2 bílý dáma · b1 bílý dáma | d8 bílý dáma · f7 bílý dáma · h6 bílý dáma · c5 bílý dáma · a4 bílý dáma · g3 bílý dáma · e2 bílý dáma · b1 bílý dáma | d8 bílý dáma · f7 bílý dáma · h6 bílý dáma · c5 bílý dáma · a4 bílý dáma · g3 bílý dáma · e2 bílý dáma · b1 bílý dáma | d8 bílý dáma · f7 bílý dáma · h6 bílý dáma · c5 bílý dáma · a4 bílý dáma · g3 bílý dáma · e2 bílý dáma · b1 bílý dáma | 4 |
| 3 | d8 bílý dáma · f7 bílý dáma · h6 bílý dáma · c5 bílý dáma · a4 bílý dáma · g3 bílý dáma · e2 bílý dáma · b1 bílý dáma | d8 bílý dáma · f7 bílý dáma · h6 bílý dáma · c5 bílý dáma · a4 bílý dáma · g3 bílý dáma · e2 bílý dáma · b1 bílý dáma | d8 bílý dáma · f7 bílý dáma · h6 bílý dáma · c5 bílý dáma · a4 bílý dáma · g3 bílý dáma · e2 bílý dáma · b1 bílý dáma | d8 bílý dáma · f7 bílý dáma · h6 bílý dáma · c5 bílý dáma · a4 bílý dáma · g3 bílý dáma · e2 bílý dáma · b1 bílý dáma | d8 bílý dáma · f7 bílý dáma · h6 bílý dáma · c5 bílý dáma · a4 bílý dáma · g3 bílý dáma · e2 bílý dáma · b1 bílý dáma | d8 bílý dáma · f7 bílý dáma · h6 bílý dáma · c5 bílý dáma · a4 bílý dáma · g3 bílý dáma · e2 bílý dáma · b1 bílý dáma | d8 bílý dáma · f7 bílý dáma · h6 bílý dáma · c5 bílý dáma · a4 bílý dáma · g3 bílý dáma · e2 bílý dáma · b1 bílý dáma | d8 bílý dáma · f7 bílý dáma · h6 bílý dáma · c5 bílý dáma · a4 bílý dáma · g3 bílý dáma · e2 bílý dáma · b1 bílý dáma | 3 |
| 2 | d8 bílý dáma · f7 bílý dáma · h6 bílý dáma · c5 bílý dáma · a4 bílý dáma · g3 bílý dáma · e2 bílý dáma · b1 bílý dáma | d8 bílý dáma · f7 bílý dáma · h6 bílý dáma · c5 bílý dáma · a4 bílý dáma · g3 bílý dáma · e2 bílý dáma · b1 bílý dáma | d8 bílý dáma · f7 bílý dáma · h6 bílý dáma · c5 bílý dáma · a4 bílý dáma · g3 bílý dáma · e2 bílý dáma · b1 bílý dáma | d8 bílý dáma · f7 bílý dáma · h6 bílý dáma · c5 bílý dáma · a4 bílý dáma · g3 bílý dáma · e2 bílý dáma · b1 bílý dáma | d8 bílý dáma · f7 bílý dáma · h6 bílý dáma · c5 bílý dáma · a4 bílý dáma · g3 bílý dáma · e2 bílý dáma · b1 bílý dáma | d8 bílý dáma · f7 bílý dáma · h6 bílý dáma · c5 bílý dáma · a4 bílý dáma · g3 bílý dáma · e2 bílý dáma · b1 bílý dáma | d8 bílý dáma · f7 bílý dáma · h6 bílý dáma · c5 bílý dáma · a4 bílý dáma · g3 bílý dáma · e2 bílý dáma · b1 bílý dáma | d8 bílý dáma · f7 bílý dáma · h6 bílý dáma · c5 bílý dáma · a4 bílý dáma · g3 bílý dáma · e2 bílý dáma · b1 bílý dáma | 2 |
| 1 | d8 bílý dáma · f7 bílý dáma · h6 bílý dáma · c5 bílý dáma · a4 bílý dáma · g3 bílý dáma · e2 bílý dáma · b1 bílý dáma | d8 bílý dáma · f7 bílý dáma · h6 bílý dáma · c5 bílý dáma · a4 bílý dáma · g3 bílý dáma · e2 bílý dáma · b1 bílý dáma | d8 bílý dáma · f7 bílý dáma · h6 bílý dáma · c5 bílý dáma · a4 bílý dáma · g3 bílý dáma · e2 bílý dáma · b1 bílý dáma | d8 bílý dáma · f7 bílý dáma · h6 bílý dáma · c5 bílý dáma · a4 bílý dáma · g3 bílý dáma · e2 bílý dáma · b1 bílý dáma | d8 bílý dáma · f7 bílý dáma · h6 bílý dáma · c5 bílý dáma · a4 bílý dáma · g3 bílý dáma · e2 bílý dáma · b1 bílý dáma | d8 bílý dáma · f7 bílý dáma · h6 bílý dáma · c5 bílý dáma · a4 bílý dáma · g3 bílý dáma · e2 bílý dáma · b1 bílý dáma | d8 bílý dáma · f7 bílý dáma · h6 bílý dáma · c5 bílý dáma · a4 bílý dáma · g3 bílý dáma · e2 bílý dáma · b1 bílý dáma | d8 bílý dáma · f7 bílý dáma · h6 bílý dáma · c5 bílý dáma · a4 bílý dáma · g3 bílý dáma · e2 bílý dáma · b1 bílý dáma | 1 |
|   | a | b | c | d | e | f | g | h |   |

|   | a | b | c | d | e | f | g | h |   |
| 8 | c8 bílý dáma · f7 bílý dáma · h6 bílý dáma · a5 bílý dáma · d4 bílý dáma · g3 bílý dáma · e2 bílý dáma · b1 bílý dáma | c8 bílý dáma · f7 bílý dáma · h6 bílý dáma · a5 bílý dáma · d4 bílý dáma · g3 bílý dáma · e2 bílý dáma · b1 bílý dáma | c8 bílý dáma · f7 bílý dáma · h6 bílý dáma · a5 bílý dáma · d4 bílý dáma · g3 bílý dáma · e2 bílý dáma · b1 bílý dáma | c8 bílý dáma · f7 bílý dáma · h6 bílý dáma · a5 bílý dáma · d4 bílý dáma · g3 bílý dáma · e2 bílý dáma · b1 bílý dáma | c8 bílý dáma · f7 bílý dáma · h6 bílý dáma · a5 bílý dáma · d4 bílý dáma · g3 bílý dáma · e2 bílý dáma · b1 bílý dáma | c8 bílý dáma · f7 bílý dáma · h6 bílý dáma · a5 bílý dáma · d4 bílý dáma · g3 bílý dáma · e2 bílý dáma · b1 bílý dáma | c8 bílý dáma · f7 bílý dáma · h6 bílý dáma · a5 bílý dáma · d4 bílý dáma · g3 bílý dáma · e2 bílý dáma · b1 bílý dáma | c8 bílý dáma · f7 bílý dáma · h6 bílý dáma · a5 bílý dáma · d4 bílý dáma · g3 bílý dáma · e2 bílý dáma · b1 bílý dáma | 8 |
| 7 | c8 bílý dáma · f7 bílý dáma · h6 bílý dáma · a5 bílý dáma · d4 bílý dáma · g3 bílý dáma · e2 bílý dáma · b1 bílý dáma | c8 bílý dáma · f7 bílý dáma · h6 bílý dáma · a5 bílý dáma · d4 bílý dáma · g3 bílý dáma · e2 bílý dáma · b1 bílý dáma | c8 bílý dáma · f7 bílý dáma · h6 bílý dáma · a5 bílý dáma · d4 bílý dáma · g3 bílý dáma · e2 bílý dáma · b1 bílý dáma | c8 bílý dáma · f7 bílý dáma · h6 bílý dáma · a5 bílý dáma · d4 bílý dáma · g3 bílý dáma · e2 bílý dáma · b1 bílý dáma | c8 bílý dáma · f7 bílý dáma · h6 bílý dáma · a5 bílý dáma · d4 bílý dáma · g3 bílý dáma · e2 bílý dáma · b1 bílý dáma | c8 bílý dáma · f7 bílý dáma · h6 bílý dáma · a5 bílý dáma · d4 bílý dáma · g3 bílý dáma · e2 bílý dáma · b1 bílý dáma | c8 bílý dáma · f7 bílý dáma · h6 bílý dáma · a5 bílý dáma · d4 bílý dáma · g3 bílý dáma · e2 bílý dáma · b1 bílý dáma | c8 bílý dáma · f7 bílý dáma · h6 bílý dáma · a5 bílý dáma · d4 bílý dáma · g3 bílý dáma · e2 bílý dáma · b1 bílý dáma | 7 |
| 6 | c8 bílý dáma · f7 bílý dáma · h6 bílý dáma · a5 bílý dáma · d4 bílý dáma · g3 bílý dáma · e2 bílý dáma · b1 bílý dáma | c8 bílý dáma · f7 bílý dáma · h6 bílý dáma · a5 bílý dáma · d4 bílý dáma · g3 bílý dáma · e2 bílý dáma · b1 bílý dáma | c8 bílý dáma · f7 bílý dáma · h6 bílý dáma · a5 bílý dáma · d4 bílý dáma · g3 bílý dáma · e2 bílý dáma · b1 bílý dáma | c8 bílý dáma · f7 bílý dáma · h6 bílý dáma · a5 bílý dáma · d4 bílý dáma · g3 bílý dáma · e2 bílý dáma · b1 bílý dáma | c8 bílý dáma · f7 bílý dáma · h6 bílý dáma · a5 bílý dáma · d4 bílý dáma · g3 bílý dáma · e2 bílý dáma · b1 bílý dáma | c8 bílý dáma · f7 bílý dáma · h6 bílý dáma · a5 bílý dáma · d4 bílý dáma · g3 bílý dáma · e2 bílý dáma · b1 bílý dáma | c8 bílý dáma · f7 bílý dáma · h6 bílý dáma · a5 bílý dáma · d4 bílý dáma · g3 bílý dáma · e2 bílý dáma · b1 bílý dáma | c8 bílý dáma · f7 bílý dáma · h6 bílý dáma · a5 bílý dáma · d4 bílý dáma · g3 bílý dáma · e2 bílý dáma · b1 bílý dáma | 6 |
| 5 | c8 bílý dáma · f7 bílý dáma · h6 bílý dáma · a5 bílý dáma · d4 bílý dáma · g3 bílý dáma · e2 bílý dáma · b1 bílý dáma | c8 bílý dáma · f7 bílý dáma · h6 bílý dáma · a5 bílý dáma · d4 bílý dáma · g3 bílý dáma · e2 bílý dáma · b1 bílý dáma | c8 bílý dáma · f7 bílý dáma · h6 bílý dáma · a5 bílý dáma · d4 bílý dáma · g3 bílý dáma · e2 bílý dáma · b1 bílý dáma | c8 bílý dáma · f7 bílý dáma · h6 bílý dáma · a5 bílý dáma · d4 bílý dáma · g3 bílý dáma · e2 bílý dáma · b1 bílý dáma | c8 bílý dáma · f7 bílý dáma · h6 bílý dáma · a5 bílý dáma · d4 bílý dáma · g3 bílý dáma · e2 bílý dáma · b1 bílý dáma | c8 bílý dáma · f7 bílý dáma · h6 bílý dáma · a5 bílý dáma · d4 bílý dáma · g3 bílý dáma · e2 bílý dáma · b1 bílý dáma | c8 bílý dáma · f7 bílý dáma · h6 bílý dáma · a5 bílý dáma · d4 bílý dáma · g3 bílý dáma · e2 bílý dáma · b1 bílý dáma | c8 bílý dáma · f7 bílý dáma · h6 bílý dáma · a5 bílý dáma · d4 bílý dáma · g3 bílý dáma · e2 bílý dáma · b1 bílý dáma | 5 |
| 4 | c8 bílý dáma · f7 bílý dáma · h6 bílý dáma · a5 bílý dáma · d4 bílý dáma · g3 bílý dáma · e2 bílý dáma · b1 bílý dáma | c8 bílý dáma · f7 bílý dáma · h6 bílý dáma · a5 bílý dáma · d4 bílý dáma · g3 bílý dáma · e2 bílý dáma · b1 bílý dáma | c8 bílý dáma · f7 bílý dáma · h6 bílý dáma · a5 bílý dáma · d4 bílý dáma · g3 bílý dáma · e2 bílý dáma · b1 bílý dáma | c8 bílý dáma · f7 bílý dáma · h6 bílý dáma · a5 bílý dáma · d4 bílý dáma · g3 bílý dáma · e2 bílý dáma · b1 bílý dáma | c8 bílý dáma · f7 bílý dáma · h6 bílý dáma · a5 bílý dáma · d4 bílý dáma · g3 bílý dáma · e2 bílý dáma · b1 bílý dáma | c8 bílý dáma · f7 bílý dáma · h6 bílý dáma · a5 bílý dáma · d4 bílý dáma · g3 bílý dáma · e2 bílý dáma · b1 bílý dáma | c8 bílý dáma · f7 bílý dáma · h6 bílý dáma · a5 bílý dáma · d4 bílý dáma · g3 bílý dáma · e2 bílý dáma · b1 bílý dáma | c8 bílý dáma · f7 bílý dáma · h6 bílý dáma · a5 bílý dáma · d4 bílý dáma · g3 bílý dáma · e2 bílý dáma · b1 bílý dáma | 4 |
| 3 | c8 bílý dáma · f7 bílý dáma · h6 bílý dáma · a5 bílý dáma · d4 bílý dáma · g3 bílý dáma · e2 bílý dáma · b1 bílý dáma | c8 bílý dáma · f7 bílý dáma · h6 bílý dáma · a5 bílý dáma · d4 bílý dáma · g3 bílý dáma · e2 bílý dáma · b1 bílý dáma | c8 bílý dáma · f7 bílý dáma · h6 bílý dáma · a5 bílý dáma · d4 bílý dáma · g3 bílý dáma · e2 bílý dáma · b1 bílý dáma | c8 bílý dáma · f7 bílý dáma · h6 bílý dáma · a5 bílý dáma · d4 bílý dáma · g3 bílý dáma · e2 bílý dáma · b1 bílý dáma | c8 bílý dáma · f7 bílý dáma · h6 bílý dáma · a5 bílý dáma · d4 bílý dáma · g3 bílý dáma · e2 bílý dáma · b1 bílý dáma | c8 bílý dáma · f7 bílý dáma · h6 bílý dáma · a5 bílý dáma · d4 bílý dáma · g3 bílý dáma · e2 bílý dáma · b1 bílý dáma | c8 bílý dáma · f7 bílý dáma · h6 bílý dáma · a5 bílý dáma · d4 bílý dáma · g3 bílý dáma · e2 bílý dáma · b1 bílý dáma | c8 bílý dáma · f7 bílý dáma · h6 bílý dáma · a5 bílý dáma · d4 bílý dáma · g3 bílý dáma · e2 bílý dáma · b1 bílý dáma | 3 |
| 2 | c8 bílý dáma · f7 bílý dáma · h6 bílý dáma · a5 bílý dáma · d4 bílý dáma · g3 bílý dáma · e2 bílý dáma · b1 bílý dáma | c8 bílý dáma · f7 bílý dáma · h6 bílý dáma · a5 bílý dáma · d4 bílý dáma · g3 bílý dáma · e2 bílý dáma · b1 bílý dáma | c8 bílý dáma · f7 bílý dáma · h6 bílý dáma · a5 bílý dáma · d4 bílý dáma · g3 bílý dáma · e2 bílý dáma · b1 bílý dáma | c8 bílý dáma · f7 bílý dáma · h6 bílý dáma · a5 bílý dáma · d4 bílý dáma · g3 bílý dáma · e2 bílý dáma · b1 bílý dáma | c8 bílý dáma · f7 bílý dáma · h6 bílý dáma · a5 bílý dáma · d4 bílý dáma · g3 bílý dáma · e2 bílý dáma · b1 bílý dáma | c8 bílý dáma · f7 bílý dáma · h6 bílý dáma · a5 bílý dáma · d4 bílý dáma · g3 bílý dáma · e2 bílý dáma · b1 bílý dáma | c8 bílý dáma · f7 bílý dáma · h6 bílý dáma · a5 bílý dáma · d4 bílý dáma · g3 bílý dáma · e2 bílý dáma · b1 bílý dáma | c8 bílý dáma · f7 bílý dáma · h6 bílý dáma · a5 bílý dáma · d4 bílý dáma · g3 bílý dáma · e2 bílý dáma · b1 bílý dáma | 2 |
| 1 | c8 bílý dáma · f7 bílý dáma · h6 bílý dáma · a5 bílý dáma · d4 bílý dáma · g3 bílý dáma · e2 bílý dáma · b1 bílý dáma | c8 bílý dáma · f7 bílý dáma · h6 bílý dáma · a5 bílý dáma · d4 bílý dáma · g3 bílý dáma · e2 bílý dáma · b1 bílý dáma | c8 bílý dáma · f7 bílý dáma · h6 bílý dáma · a5 bílý dáma · d4 bílý dáma · g3 bílý dáma · e2 bílý dáma · b1 bílý dáma | c8 bílý dáma · f7 bílý dáma · h6 bílý dáma · a5 bílý dáma · d4 bílý dáma · g3 bílý dáma · e2 bílý dáma · b1 bílý dáma | c8 bílý dáma · f7 bílý dáma · h6 bílý dáma · a5 bílý dáma · d4 bílý dáma · g3 bílý dáma · e2 bílý dáma · b1 bílý dáma | c8 bílý dáma · f7 bílý dáma · h6 bílý dáma · a5 bílý dáma · d4 bílý dáma · g3 bílý dáma · e2 bílý dáma · b1 bílý dáma | c8 bílý dáma · f7 bílý dáma · h6 bílý dáma · a5 bílý dáma · d4 bílý dáma · g3 bílý dáma · e2 bílý dáma · b1 bílý dáma | c8 bílý dáma · f7 bílý dáma · h6 bílý dáma · a5 bílý dáma · d4 bílý dáma · g3 bílý dáma · e2 bílý dáma · b1 bílý dáma | 1 |
|   | a | b | c | d | e | f | g | h |   |

|   | a | b | c | d | e | f | g | h |   |
| 8 | e8 bílý dáma · c7 bílý dáma · h6 bílý dáma · d5 bílý dáma · g4 bílý dáma · a3 bílý dáma · f2 bílý dáma · b1 bílý dáma | e8 bílý dáma · c7 bílý dáma · h6 bílý dáma · d5 bílý dáma · g4 bílý dáma · a3 bílý dáma · f2 bílý dáma · b1 bílý dáma | e8 bílý dáma · c7 bílý dáma · h6 bílý dáma · d5 bílý dáma · g4 bílý dáma · a3 bílý dáma · f2 bílý dáma · b1 bílý dáma | e8 bílý dáma · c7 bílý dáma · h6 bílý dáma · d5 bílý dáma · g4 bílý dáma · a3 bílý dáma · f2 bílý dáma · b1 bílý dáma | e8 bílý dáma · c7 bílý dáma · h6 bílý dáma · d5 bílý dáma · g4 bílý dáma · a3 bílý dáma · f2 bílý dáma · b1 bílý dáma | e8 bílý dáma · c7 bílý dáma · h6 bílý dáma · d5 bílý dáma · g4 bílý dáma · a3 bílý dáma · f2 bílý dáma · b1 bílý dáma | e8 bílý dáma · c7 bílý dáma · h6 bílý dáma · d5 bílý dáma · g4 bílý dáma · a3 bílý dáma · f2 bílý dáma · b1 bílý dáma | e8 bílý dáma · c7 bílý dáma · h6 bílý dáma · d5 bílý dáma · g4 bílý dáma · a3 bílý dáma · f2 bílý dáma · b1 bílý dáma | 8 |
| 7 | e8 bílý dáma · c7 bílý dáma · h6 bílý dáma · d5 bílý dáma · g4 bílý dáma · a3 bílý dáma · f2 bílý dáma · b1 bílý dáma | e8 bílý dáma · c7 bílý dáma · h6 bílý dáma · d5 bílý dáma · g4 bílý dáma · a3 bílý dáma · f2 bílý dáma · b1 bílý dáma | e8 bílý dáma · c7 bílý dáma · h6 bílý dáma · d5 bílý dáma · g4 bílý dáma · a3 bílý dáma · f2 bílý dáma · b1 bílý dáma | e8 bílý dáma · c7 bílý dáma · h6 bílý dáma · d5 bílý dáma · g4 bílý dáma · a3 bílý dáma · f2 bílý dáma · b1 bílý dáma | e8 bílý dáma · c7 bílý dáma · h6 bílý dáma · d5 bílý dáma · g4 bílý dáma · a3 bílý dáma · f2 bílý dáma · b1 bílý dáma | e8 bílý dáma · c7 bílý dáma · h6 bílý dáma · d5 bílý dáma · g4 bílý dáma · a3 bílý dáma · f2 bílý dáma · b1 bílý dáma | e8 bílý dáma · c7 bílý dáma · h6 bílý dáma · d5 bílý dáma · g4 bílý dáma · a3 bílý dáma · f2 bílý dáma · b1 bílý dáma | e8 bílý dáma · c7 bílý dáma · h6 bílý dáma · d5 bílý dáma · g4 bílý dáma · a3 bílý dáma · f2 bílý dáma · b1 bílý dáma | 7 |
| 6 | e8 bílý dáma · c7 bílý dáma · h6 bílý dáma · d5 bílý dáma · g4 bílý dáma · a3 bílý dáma · f2 bílý dáma · b1 bílý dáma | e8 bílý dáma · c7 bílý dáma · h6 bílý dáma · d5 bílý dáma · g4 bílý dáma · a3 bílý dáma · f2 bílý dáma · b1 bílý dáma | e8 bílý dáma · c7 bílý dáma · h6 bílý dáma · d5 bílý dáma · g4 bílý dáma · a3 bílý dáma · f2 bílý dáma · b1 bílý dáma | e8 bílý dáma · c7 bílý dáma · h6 bílý dáma · d5 bílý dáma · g4 bílý dáma · a3 bílý dáma · f2 bílý dáma · b1 bílý dáma | e8 bílý dáma · c7 bílý dáma · h6 bílý dáma · d5 bílý dáma · g4 bílý dáma · a3 bílý dáma · f2 bílý dáma · b1 bílý dáma | e8 bílý dáma · c7 bílý dáma · h6 bílý dáma · d5 bílý dáma · g4 bílý dáma · a3 bílý dáma · f2 bílý dáma · b1 bílý dáma | e8 bílý dáma · c7 bílý dáma · h6 bílý dáma · d5 bílý dáma · g4 bílý dáma · a3 bílý dáma · f2 bílý dáma · b1 bílý dáma | e8 bílý dáma · c7 bílý dáma · h6 bílý dáma · d5 bílý dáma · g4 bílý dáma · a3 bílý dáma · f2 bílý dáma · b1 bílý dáma | 6 |
| 5 | e8 bílý dáma · c7 bílý dáma · h6 bílý dáma · d5 bílý dáma · g4 bílý dáma · a3 bílý dáma · f2 bílý dáma · b1 bílý dáma | e8 bílý dáma · c7 bílý dáma · h6 bílý dáma · d5 bílý dáma · g4 bílý dáma · a3 bílý dáma · f2 bílý dáma · b1 bílý dáma | e8 bílý dáma · c7 bílý dáma · h6 bílý dáma · d5 bílý dáma · g4 bílý dáma · a3 bílý dáma · f2 bílý dáma · b1 bílý dáma | e8 bílý dáma · c7 bílý dáma · h6 bílý dáma · d5 bílý dáma · g4 bílý dáma · a3 bílý dáma · f2 bílý dáma · b1 bílý dáma | e8 bílý dáma · c7 bílý dáma · h6 bílý dáma · d5 bílý dáma · g4 bílý dáma · a3 bílý dáma · f2 bílý dáma · b1 bílý dáma | e8 bílý dáma · c7 bílý dáma · h6 bílý dáma · d5 bílý dáma · g4 bílý dáma · a3 bílý dáma · f2 bílý dáma · b1 bílý dáma | e8 bílý dáma · c7 bílý dáma · h6 bílý dáma · d5 bílý dáma · g4 bílý dáma · a3 bílý dáma · f2 bílý dáma · b1 bílý dáma | e8 bílý dáma · c7 bílý dáma · h6 bílý dáma · d5 bílý dáma · g4 bílý dáma · a3 bílý dáma · f2 bílý dáma · b1 bílý dáma | 5 |
| 4 | e8 bílý dáma · c7 bílý dáma · h6 bílý dáma · d5 bílý dáma · g4 bílý dáma · a3 bílý dáma · f2 bílý dáma · b1 bílý dáma | e8 bílý dáma · c7 bílý dáma · h6 bílý dáma · d5 bílý dáma · g4 bílý dáma · a3 bílý dáma · f2 bílý dáma · b1 bílý dáma | e8 bílý dáma · c7 bílý dáma · h6 bílý dáma · d5 bílý dáma · g4 bílý dáma · a3 bílý dáma · f2 bílý dáma · b1 bílý dáma | e8 bílý dáma · c7 bílý dáma · h6 bílý dáma · d5 bílý dáma · g4 bílý dáma · a3 bílý dáma · f2 bílý dáma · b1 bílý dáma | e8 bílý dáma · c7 bílý dáma · h6 bílý dáma · d5 bílý dáma · g4 bílý dáma · a3 bílý dáma · f2 bílý dáma · b1 bílý dáma | e8 bílý dáma · c7 bílý dáma · h6 bílý dáma · d5 bílý dáma · g4 bílý dáma · a3 bílý dáma · f2 bílý dáma · b1 bílý dáma | e8 bílý dáma · c7 bílý dáma · h6 bílý dáma · d5 bílý dáma · g4 bílý dáma · a3 bílý dáma · f2 bílý dáma · b1 bílý dáma | e8 bílý dáma · c7 bílý dáma · h6 bílý dáma · d5 bílý dáma · g4 bílý dáma · a3 bílý dáma · f2 bílý dáma · b1 bílý dáma | 4 |
| 3 | e8 bílý dáma · c7 bílý dáma · h6 bílý dáma · d5 bílý dáma · g4 bílý dáma · a3 bílý dáma · f2 bílý dáma · b1 bílý dáma | e8 bílý dáma · c7 bílý dáma · h6 bílý dáma · d5 bílý dáma · g4 bílý dáma · a3 bílý dáma · f2 bílý dáma · b1 bílý dáma | e8 bílý dáma · c7 bílý dáma · h6 bílý dáma · d5 bílý dáma · g4 bílý dáma · a3 bílý dáma · f2 bílý dáma · b1 bílý dáma | e8 bílý dáma · c7 bílý dáma · h6 bílý dáma · d5 bílý dáma · g4 bílý dáma · a3 bílý dáma · f2 bílý dáma · b1 bílý dáma | e8 bílý dáma · c7 bílý dáma · h6 bílý dáma · d5 bílý dáma · g4 bílý dáma · a3 bílý dáma · f2 bílý dáma · b1 bílý dáma | e8 bílý dáma · c7 bílý dáma · h6 bílý dáma · d5 bílý dáma · g4 bílý dáma · a3 bílý dáma · f2 bílý dáma · b1 bílý dáma | e8 bílý dáma · c7 bílý dáma · h6 bílý dáma · d5 bílý dáma · g4 bílý dáma · a3 bílý dáma · f2 bílý dáma · b1 bílý dáma | e8 bílý dáma · c7 bílý dáma · h6 bílý dáma · d5 bílý dáma · g4 bílý dáma · a3 bílý dáma · f2 bílý dáma · b1 bílý dáma | 3 |
| 2 | e8 bílý dáma · c7 bílý dáma · h6 bílý dáma · d5 bílý dáma · g4 bílý dáma · a3 bílý dáma · f2 bílý dáma · b1 bílý dáma | e8 bílý dáma · c7 bílý dáma · h6 bílý dáma · d5 bílý dáma · g4 bílý dáma · a3 bílý dáma · f2 bílý dáma · b1 bílý dáma | e8 bílý dáma · c7 bílý dáma · h6 bílý dáma · d5 bílý dáma · g4 bílý dáma · a3 bílý dáma · f2 bílý dáma · b1 bílý dáma | e8 bílý dáma · c7 bílý dáma · h6 bílý dáma · d5 bílý dáma · g4 bílý dáma · a3 bílý dáma · f2 bílý dáma · b1 bílý dáma | e8 bílý dáma · c7 bílý dáma · h6 bílý dáma · d5 bílý dáma · g4 bílý dáma · a3 bílý dáma · f2 bílý dáma · b1 bílý dáma | e8 bílý dáma · c7 bílý dáma · h6 bílý dáma · d5 bílý dáma · g4 bílý dáma · a3 bílý dáma · f2 bílý dáma · b1 bílý dáma | e8 bílý dáma · c7 bílý dáma · h6 bílý dáma · d5 bílý dáma · g4 bílý dáma · a3 bílý dáma · f2 bílý dáma · b1 bílý dáma | e8 bílý dáma · c7 bílý dáma · h6 bílý dáma · d5 bílý dáma · g4 bílý dáma · a3 bílý dáma · f2 bílý dáma · b1 bílý dáma | 2 |
| 1 | e8 bílý dáma · c7 bílý dáma · h6 bílý dáma · d5 bílý dáma · g4 bílý dáma · a3 bílý dáma · f2 bílý dáma · b1 bílý dáma | e8 bílý dáma · c7 bílý dáma · h6 bílý dáma · d5 bílý dáma · g4 bílý dáma · a3 bílý dáma · f2 bílý dáma · b1 bílý dáma | e8 bílý dáma · c7 bílý dáma · h6 bílý dáma · d5 bílý dáma · g4 bílý dáma · a3 bílý dáma · f2 bílý dáma · b1 bílý dáma | e8 bílý dáma · c7 bílý dáma · h6 bílý dáma · d5 bílý dáma · g4 bílý dáma · a3 bílý dáma · f2 bílý dáma · b1 bílý dáma | e8 bílý dáma · c7 bílý dáma · h6 bílý dáma · d5 bílý dáma · g4 bílý dáma · a3 bílý dáma · f2 bílý dáma · b1 bílý dáma | e8 bílý dáma · c7 bílý dáma · h6 bílý dáma · d5 bílý dáma · g4 bílý dáma · a3 bílý dáma · f2 bílý dáma · b1 bílý dáma | e8 bílý dáma · c7 bílý dáma · h6 bílý dáma · d5 bílý dáma · g4 bílý dáma · a3 bílý dáma · f2 bílý dáma · b1 bílý dáma | e8 bílý dáma · c7 bílý dáma · h6 bílý dáma · d5 bílý dáma · g4 bílý dáma · a3 bílý dáma · f2 bílý dáma · b1 bílý dáma | 1 |
|   | a | b | c | d | e | f | g | h |   |

|   | a | b | c | d | e | f | g | h |   |
| 8 | e8 bílý dáma · g7 bílý dáma · d6 bílý dáma · a5 bílý dáma · c4 bílý dáma · h3 bílý dáma · f2 bílý dáma · b1 bílý dáma | e8 bílý dáma · g7 bílý dáma · d6 bílý dáma · a5 bílý dáma · c4 bílý dáma · h3 bílý dáma · f2 bílý dáma · b1 bílý dáma | e8 bílý dáma · g7 bílý dáma · d6 bílý dáma · a5 bílý dáma · c4 bílý dáma · h3 bílý dáma · f2 bílý dáma · b1 bílý dáma | e8 bílý dáma · g7 bílý dáma · d6 bílý dáma · a5 bílý dáma · c4 bílý dáma · h3 bílý dáma · f2 bílý dáma · b1 bílý dáma | e8 bílý dáma · g7 bílý dáma · d6 bílý dáma · a5 bílý dáma · c4 bílý dáma · h3 bílý dáma · f2 bílý dáma · b1 bílý dáma | e8 bílý dáma · g7 bílý dáma · d6 bílý dáma · a5 bílý dáma · c4 bílý dáma · h3 bílý dáma · f2 bílý dáma · b1 bílý dáma | e8 bílý dáma · g7 bílý dáma · d6 bílý dáma · a5 bílý dáma · c4 bílý dáma · h3 bílý dáma · f2 bílý dáma · b1 bílý dáma | e8 bílý dáma · g7 bílý dáma · d6 bílý dáma · a5 bílý dáma · c4 bílý dáma · h3 bílý dáma · f2 bílý dáma · b1 bílý dáma | 8 |
| 7 | e8 bílý dáma · g7 bílý dáma · d6 bílý dáma · a5 bílý dáma · c4 bílý dáma · h3 bílý dáma · f2 bílý dáma · b1 bílý dáma | e8 bílý dáma · g7 bílý dáma · d6 bílý dáma · a5 bílý dáma · c4 bílý dáma · h3 bílý dáma · f2 bílý dáma · b1 bílý dáma | e8 bílý dáma · g7 bílý dáma · d6 bílý dáma · a5 bílý dáma · c4 bílý dáma · h3 bílý dáma · f2 bílý dáma · b1 bílý dáma | e8 bílý dáma · g7 bílý dáma · d6 bílý dáma · a5 bílý dáma · c4 bílý dáma · h3 bílý dáma · f2 bílý dáma · b1 bílý dáma | e8 bílý dáma · g7 bílý dáma · d6 bílý dáma · a5 bílý dáma · c4 bílý dáma · h3 bílý dáma · f2 bílý dáma · b1 bílý dáma | e8 bílý dáma · g7 bílý dáma · d6 bílý dáma · a5 bílý dáma · c4 bílý dáma · h3 bílý dáma · f2 bílý dáma · b1 bílý dáma | e8 bílý dáma · g7 bílý dáma · d6 bílý dáma · a5 bílý dáma · c4 bílý dáma · h3 bílý dáma · f2 bílý dáma · b1 bílý dáma | e8 bílý dáma · g7 bílý dáma · d6 bílý dáma · a5 bílý dáma · c4 bílý dáma · h3 bílý dáma · f2 bílý dáma · b1 bílý dáma | 7 |
| 6 | e8 bílý dáma · g7 bílý dáma · d6 bílý dáma · a5 bílý dáma · c4 bílý dáma · h3 bílý dáma · f2 bílý dáma · b1 bílý dáma | e8 bílý dáma · g7 bílý dáma · d6 bílý dáma · a5 bílý dáma · c4 bílý dáma · h3 bílý dáma · f2 bílý dáma · b1 bílý dáma | e8 bílý dáma · g7 bílý dáma · d6 bílý dáma · a5 bílý dáma · c4 bílý dáma · h3 bílý dáma · f2 bílý dáma · b1 bílý dáma | e8 bílý dáma · g7 bílý dáma · d6 bílý dáma · a5 bílý dáma · c4 bílý dáma · h3 bílý dáma · f2 bílý dáma · b1 bílý dáma | e8 bílý dáma · g7 bílý dáma · d6 bílý dáma · a5 bílý dáma · c4 bílý dáma · h3 bílý dáma · f2 bílý dáma · b1 bílý dáma | e8 bílý dáma · g7 bílý dáma · d6 bílý dáma · a5 bílý dáma · c4 bílý dáma · h3 bílý dáma · f2 bílý dáma · b1 bílý dáma | e8 bílý dáma · g7 bílý dáma · d6 bílý dáma · a5 bílý dáma · c4 bílý dáma · h3 bílý dáma · f2 bílý dáma · b1 bílý dáma | e8 bílý dáma · g7 bílý dáma · d6 bílý dáma · a5 bílý dáma · c4 bílý dáma · h3 bílý dáma · f2 bílý dáma · b1 bílý dáma | 6 |
| 5 | e8 bílý dáma · g7 bílý dáma · d6 bílý dáma · a5 bílý dáma · c4 bílý dáma · h3 bílý dáma · f2 bílý dáma · b1 bílý dáma | e8 bílý dáma · g7 bílý dáma · d6 bílý dáma · a5 bílý dáma · c4 bílý dáma · h3 bílý dáma · f2 bílý dáma · b1 bílý dáma | e8 bílý dáma · g7 bílý dáma · d6 bílý dáma · a5 bílý dáma · c4 bílý dáma · h3 bílý dáma · f2 bílý dáma · b1 bílý dáma | e8 bílý dáma · g7 bílý dáma · d6 bílý dáma · a5 bílý dáma · c4 bílý dáma · h3 bílý dáma · f2 bílý dáma · b1 bílý dáma | e8 bílý dáma · g7 bílý dáma · d6 bílý dáma · a5 bílý dáma · c4 bílý dáma · h3 bílý dáma · f2 bílý dáma · b1 bílý dáma | e8 bílý dáma · g7 bílý dáma · d6 bílý dáma · a5 bílý dáma · c4 bílý dáma · h3 bílý dáma · f2 bílý dáma · b1 bílý dáma | e8 bílý dáma · g7 bílý dáma · d6 bílý dáma · a5 bílý dáma · c4 bílý dáma · h3 bílý dáma · f2 bílý dáma · b1 bílý dáma | e8 bílý dáma · g7 bílý dáma · d6 bílý dáma · a5 bílý dáma · c4 bílý dáma · h3 bílý dáma · f2 bílý dáma · b1 bílý dáma | 5 |
| 4 | e8 bílý dáma · g7 bílý dáma · d6 bílý dáma · a5 bílý dáma · c4 bílý dáma · h3 bílý dáma · f2 bílý dáma · b1 bílý dáma | e8 bílý dáma · g7 bílý dáma · d6 bílý dáma · a5 bílý dáma · c4 bílý dáma · h3 bílý dáma · f2 bílý dáma · b1 bílý dáma | e8 bílý dáma · g7 bílý dáma · d6 bílý dáma · a5 bílý dáma · c4 bílý dáma · h3 bílý dáma · f2 bílý dáma · b1 bílý dáma | e8 bílý dáma · g7 bílý dáma · d6 bílý dáma · a5 bílý dáma · c4 bílý dáma · h3 bílý dáma · f2 bílý dáma · b1 bílý dáma | e8 bílý dáma · g7 bílý dáma · d6 bílý dáma · a5 bílý dáma · c4 bílý dáma · h3 bílý dáma · f2 bílý dáma · b1 bílý dáma | e8 bílý dáma · g7 bílý dáma · d6 bílý dáma · a5 bílý dáma · c4 bílý dáma · h3 bílý dáma · f2 bílý dáma · b1 bílý dáma | e8 bílý dáma · g7 bílý dáma · d6 bílý dáma · a5 bílý dáma · c4 bílý dáma · h3 bílý dáma · f2 bílý dáma · b1 bílý dáma | e8 bílý dáma · g7 bílý dáma · d6 bílý dáma · a5 bílý dáma · c4 bílý dáma · h3 bílý dáma · f2 bílý dáma · b1 bílý dáma | 4 |
| 3 | e8 bílý dáma · g7 bílý dáma · d6 bílý dáma · a5 bílý dáma · c4 bílý dáma · h3 bílý dáma · f2 bílý dáma · b1 bílý dáma | e8 bílý dáma · g7 bílý dáma · d6 bílý dáma · a5 bílý dáma · c4 bílý dáma · h3 bílý dáma · f2 bílý dáma · b1 bílý dáma | e8 bílý dáma · g7 bílý dáma · d6 bílý dáma · a5 bílý dáma · c4 bílý dáma · h3 bílý dáma · f2 bílý dáma · b1 bílý dáma | e8 bílý dáma · g7 bílý dáma · d6 bílý dáma · a5 bílý dáma · c4 bílý dáma · h3 bílý dáma · f2 bílý dáma · b1 bílý dáma | e8 bílý dáma · g7 bílý dáma · d6 bílý dáma · a5 bílý dáma · c4 bílý dáma · h3 bílý dáma · f2 bílý dáma · b1 bílý dáma | e8 bílý dáma · g7 bílý dáma · d6 bílý dáma · a5 bílý dáma · c4 bílý dáma · h3 bílý dáma · f2 bílý dáma · b1 bílý dáma | e8 bílý dáma · g7 bílý dáma · d6 bílý dáma · a5 bílý dáma · c4 bílý dáma · h3 bílý dáma · f2 bílý dáma · b1 bílý dáma | e8 bílý dáma · g7 bílý dáma · d6 bílý dáma · a5 bílý dáma · c4 bílý dáma · h3 bílý dáma · f2 bílý dáma · b1 bílý dáma | 3 |
| 2 | e8 bílý dáma · g7 bílý dáma · d6 bílý dáma · a5 bílý dáma · c4 bílý dáma · h3 bílý dáma · f2 bílý dáma · b1 bílý dáma | e8 bílý dáma · g7 bílý dáma · d6 bílý dáma · a5 bílý dáma · c4 bílý dáma · h3 bílý dáma · f2 bílý dáma · b1 bílý dáma | e8 bílý dáma · g7 bílý dáma · d6 bílý dáma · a5 bílý dáma · c4 bílý dáma · h3 bílý dáma · f2 bílý dáma · b1 bílý dáma | e8 bílý dáma · g7 bílý dáma · d6 bílý dáma · a5 bílý dáma · c4 bílý dáma · h3 bílý dáma · f2 bílý dáma · b1 bílý dáma | e8 bílý dáma · g7 bílý dáma · d6 bílý dáma · a5 bílý dáma · c4 bílý dáma · h3 bílý dáma · f2 bílý dáma · b1 bílý dáma | e8 bílý dáma · g7 bílý dáma · d6 bílý dáma · a5 bílý dáma · c4 bílý dáma · h3 bílý dáma · f2 bílý dáma · b1 bílý dáma | e8 bílý dáma · g7 bílý dáma · d6 bílý dáma · a5 bílý dáma · c4 bílý dáma · h3 bílý dáma · f2 bílý dáma · b1 bílý dáma | e8 bílý dáma · g7 bílý dáma · d6 bílý dáma · a5 bílý dáma · c4 bílý dáma · h3 bílý dáma · f2 bílý dáma · b1 bílý dáma | 2 |
| 1 | e8 bílý dáma · g7 bílý dáma · d6 bílý dáma · a5 bílý dáma · c4 bílý dáma · h3 bílý dáma · f2 bílý dáma · b1 bílý dáma | e8 bílý dáma · g7 bílý dáma · d6 bílý dáma · a5 bílý dáma · c4 bílý dáma · h3 bílý dáma · f2 bílý dáma · b1 bílý dáma | e8 bílý dáma · g7 bílý dáma · d6 bílý dáma · a5 bílý dáma · c4 bílý dáma · h3 bílý dáma · f2 bílý dáma · b1 bílý dáma | e8 bílý dáma · g7 bílý dáma · d6 bílý dáma · a5 bílý dáma · c4 bílý dáma · h3 bílý dáma · f2 bílý dáma · b1 bílý dáma | e8 bílý dáma · g7 bílý dáma · d6 bílý dáma · a5 bílý dáma · c4 bílý dáma · h3 bílý dáma · f2 bílý dáma · b1 bílý dáma | e8 bílý dáma · g7 bílý dáma · d6 bílý dáma · a5 bílý dáma · c4 bílý dáma · h3 bílý dáma · f2 bílý dáma · b1 bílý dáma | e8 bílý dáma · g7 bílý dáma · d6 bílý dáma · a5 bílý dáma · c4 bílý dáma · h3 bílý dáma · f2 bílý dáma · b1 bílý dáma | e8 bílý dáma · g7 bílý dáma · d6 bílý dáma · a5 bílý dáma · c4 bílý dáma · h3 bílý dáma · f2 bílý dáma · b1 bílý dáma | 1 |
|   | a | b | c | d | e | f | g | h |   |

|   | a | b | c | d | e | f | g | h |   |
| 8 | d8 bílý dáma · a7 bílý dáma · e6 bílý dáma · h5 bílý dáma · f4 bílý dáma · c3 bílý dáma · g2 bílý dáma · b1 bílý dáma | d8 bílý dáma · a7 bílý dáma · e6 bílý dáma · h5 bílý dáma · f4 bílý dáma · c3 bílý dáma · g2 bílý dáma · b1 bílý dáma | d8 bílý dáma · a7 bílý dáma · e6 bílý dáma · h5 bílý dáma · f4 bílý dáma · c3 bílý dáma · g2 bílý dáma · b1 bílý dáma | d8 bílý dáma · a7 bílý dáma · e6 bílý dáma · h5 bílý dáma · f4 bílý dáma · c3 bílý dáma · g2 bílý dáma · b1 bílý dáma | d8 bílý dáma · a7 bílý dáma · e6 bílý dáma · h5 bílý dáma · f4 bílý dáma · c3 bílý dáma · g2 bílý dáma · b1 bílý dáma | d8 bílý dáma · a7 bílý dáma · e6 bílý dáma · h5 bílý dáma · f4 bílý dáma · c3 bílý dáma · g2 bílý dáma · b1 bílý dáma | d8 bílý dáma · a7 bílý dáma · e6 bílý dáma · h5 bílý dáma · f4 bílý dáma · c3 bílý dáma · g2 bílý dáma · b1 bílý dáma | d8 bílý dáma · a7 bílý dáma · e6 bílý dáma · h5 bílý dáma · f4 bílý dáma · c3 bílý dáma · g2 bílý dáma · b1 bílý dáma | 8 |
| 7 | d8 bílý dáma · a7 bílý dáma · e6 bílý dáma · h5 bílý dáma · f4 bílý dáma · c3 bílý dáma · g2 bílý dáma · b1 bílý dáma | d8 bílý dáma · a7 bílý dáma · e6 bílý dáma · h5 bílý dáma · f4 bílý dáma · c3 bílý dáma · g2 bílý dáma · b1 bílý dáma | d8 bílý dáma · a7 bílý dáma · e6 bílý dáma · h5 bílý dáma · f4 bílý dáma · c3 bílý dáma · g2 bílý dáma · b1 bílý dáma | d8 bílý dáma · a7 bílý dáma · e6 bílý dáma · h5 bílý dáma · f4 bílý dáma · c3 bílý dáma · g2 bílý dáma · b1 bílý dáma | d8 bílý dáma · a7 bílý dáma · e6 bílý dáma · h5 bílý dáma · f4 bílý dáma · c3 bílý dáma · g2 bílý dáma · b1 bílý dáma | d8 bílý dáma · a7 bílý dáma · e6 bílý dáma · h5 bílý dáma · f4 bílý dáma · c3 bílý dáma · g2 bílý dáma · b1 bílý dáma | d8 bílý dáma · a7 bílý dáma · e6 bílý dáma · h5 bílý dáma · f4 bílý dáma · c3 bílý dáma · g2 bílý dáma · b1 bílý dáma | d8 bílý dáma · a7 bílý dáma · e6 bílý dáma · h5 bílý dáma · f4 bílý dáma · c3 bílý dáma · g2 bílý dáma · b1 bílý dáma | 7 |
| 6 | d8 bílý dáma · a7 bílý dáma · e6 bílý dáma · h5 bílý dáma · f4 bílý dáma · c3 bílý dáma · g2 bílý dáma · b1 bílý dáma | d8 bílý dáma · a7 bílý dáma · e6 bílý dáma · h5 bílý dáma · f4 bílý dáma · c3 bílý dáma · g2 bílý dáma · b1 bílý dáma | d8 bílý dáma · a7 bílý dáma · e6 bílý dáma · h5 bílý dáma · f4 bílý dáma · c3 bílý dáma · g2 bílý dáma · b1 bílý dáma | d8 bílý dáma · a7 bílý dáma · e6 bílý dáma · h5 bílý dáma · f4 bílý dáma · c3 bílý dáma · g2 bílý dáma · b1 bílý dáma | d8 bílý dáma · a7 bílý dáma · e6 bílý dáma · h5 bílý dáma · f4 bílý dáma · c3 bílý dáma · g2 bílý dáma · b1 bílý dáma | d8 bílý dáma · a7 bílý dáma · e6 bílý dáma · h5 bílý dáma · f4 bílý dáma · c3 bílý dáma · g2 bílý dáma · b1 bílý dáma | d8 bílý dáma · a7 bílý dáma · e6 bílý dáma · h5 bílý dáma · f4 bílý dáma · c3 bílý dáma · g2 bílý dáma · b1 bílý dáma | d8 bílý dáma · a7 bílý dáma · e6 bílý dáma · h5 bílý dáma · f4 bílý dáma · c3 bílý dáma · g2 bílý dáma · b1 bílý dáma | 6 |
| 5 | d8 bílý dáma · a7 bílý dáma · e6 bílý dáma · h5 bílý dáma · f4 bílý dáma · c3 bílý dáma · g2 bílý dáma · b1 bílý dáma | d8 bílý dáma · a7 bílý dáma · e6 bílý dáma · h5 bílý dáma · f4 bílý dáma · c3 bílý dáma · g2 bílý dáma · b1 bílý dáma | d8 bílý dáma · a7 bílý dáma · e6 bílý dáma · h5 bílý dáma · f4 bílý dáma · c3 bílý dáma · g2 bílý dáma · b1 bílý dáma | d8 bílý dáma · a7 bílý dáma · e6 bílý dáma · h5 bílý dáma · f4 bílý dáma · c3 bílý dáma · g2 bílý dáma · b1 bílý dáma | d8 bílý dáma · a7 bílý dáma · e6 bílý dáma · h5 bílý dáma · f4 bílý dáma · c3 bílý dáma · g2 bílý dáma · b1 bílý dáma | d8 bílý dáma · a7 bílý dáma · e6 bílý dáma · h5 bílý dáma · f4 bílý dáma · c3 bílý dáma · g2 bílý dáma · b1 bílý dáma | d8 bílý dáma · a7 bílý dáma · e6 bílý dáma · h5 bílý dáma · f4 bílý dáma · c3 bílý dáma · g2 bílý dáma · b1 bílý dáma | d8 bílý dáma · a7 bílý dáma · e6 bílý dáma · h5 bílý dáma · f4 bílý dáma · c3 bílý dáma · g2 bílý dáma · b1 bílý dáma | 5 |
| 4 | d8 bílý dáma · a7 bílý dáma · e6 bílý dáma · h5 bílý dáma · f4 bílý dáma · c3 bílý dáma · g2 bílý dáma · b1 bílý dáma | d8 bílý dáma · a7 bílý dáma · e6 bílý dáma · h5 bílý dáma · f4 bílý dáma · c3 bílý dáma · g2 bílý dáma · b1 bílý dáma | d8 bílý dáma · a7 bílý dáma · e6 bílý dáma · h5 bílý dáma · f4 bílý dáma · c3 bílý dáma · g2 bílý dáma · b1 bílý dáma | d8 bílý dáma · a7 bílý dáma · e6 bílý dáma · h5 bílý dáma · f4 bílý dáma · c3 bílý dáma · g2 bílý dáma · b1 bílý dáma | d8 bílý dáma · a7 bílý dáma · e6 bílý dáma · h5 bílý dáma · f4 bílý dáma · c3 bílý dáma · g2 bílý dáma · b1 bílý dáma | d8 bílý dáma · a7 bílý dáma · e6 bílý dáma · h5 bílý dáma · f4 bílý dáma · c3 bílý dáma · g2 bílý dáma · b1 bílý dáma | d8 bílý dáma · a7 bílý dáma · e6 bílý dáma · h5 bílý dáma · f4 bílý dáma · c3 bílý dáma · g2 bílý dáma · b1 bílý dáma | d8 bílý dáma · a7 bílý dáma · e6 bílý dáma · h5 bílý dáma · f4 bílý dáma · c3 bílý dáma · g2 bílý dáma · b1 bílý dáma | 4 |
| 3 | d8 bílý dáma · a7 bílý dáma · e6 bílý dáma · h5 bílý dáma · f4 bílý dáma · c3 bílý dáma · g2 bílý dáma · b1 bílý dáma | d8 bílý dáma · a7 bílý dáma · e6 bílý dáma · h5 bílý dáma · f4 bílý dáma · c3 bílý dáma · g2 bílý dáma · b1 bílý dáma | d8 bílý dáma · a7 bílý dáma · e6 bílý dáma · h5 bílý dáma · f4 bílý dáma · c3 bílý dáma · g2 bílý dáma · b1 bílý dáma | d8 bílý dáma · a7 bílý dáma · e6 bílý dáma · h5 bílý dáma · f4 bílý dáma · c3 bílý dáma · g2 bílý dáma · b1 bílý dáma | d8 bílý dáma · a7 bílý dáma · e6 bílý dáma · h5 bílý dáma · f4 bílý dáma · c3 bílý dáma · g2 bílý dáma · b1 bílý dáma | d8 bílý dáma · a7 bílý dáma · e6 bílý dáma · h5 bílý dáma · f4 bílý dáma · c3 bílý dáma · g2 bílý dáma · b1 bílý dáma | d8 bílý dáma · a7 bílý dáma · e6 bílý dáma · h5 bílý dáma · f4 bílý dáma · c3 bílý dáma · g2 bílý dáma · b1 bílý dáma | d8 bílý dáma · a7 bílý dáma · e6 bílý dáma · h5 bílý dáma · f4 bílý dáma · c3 bílý dáma · g2 bílý dáma · b1 bílý dáma | 3 |
| 2 | d8 bílý dáma · a7 bílý dáma · e6 bílý dáma · h5 bílý dáma · f4 bílý dáma · c3 bílý dáma · g2 bílý dáma · b1 bílý dáma | d8 bílý dáma · a7 bílý dáma · e6 bílý dáma · h5 bílý dáma · f4 bílý dáma · c3 bílý dáma · g2 bílý dáma · b1 bílý dáma | d8 bílý dáma · a7 bílý dáma · e6 bílý dáma · h5 bílý dáma · f4 bílý dáma · c3 bílý dáma · g2 bílý dáma · b1 bílý dáma | d8 bílý dáma · a7 bílý dáma · e6 bílý dáma · h5 bílý dáma · f4 bílý dáma · c3 bílý dáma · g2 bílý dáma · b1 bílý dáma | d8 bílý dáma · a7 bílý dáma · e6 bílý dáma · h5 bílý dáma · f4 bílý dáma · c3 bílý dáma · g2 bílý dáma · b1 bílý dáma | d8 bílý dáma · a7 bílý dáma · e6 bílý dáma · h5 bílý dáma · f4 bílý dáma · c3 bílý dáma · g2 bílý dáma · b1 bílý dáma | d8 bílý dáma · a7 bílý dáma · e6 bílý dáma · h5 bílý dáma · f4 bílý dáma · c3 bílý dáma · g2 bílý dáma · b1 bílý dáma | d8 bílý dáma · a7 bílý dáma · e6 bílý dáma · h5 bílý dáma · f4 bílý dáma · c3 bílý dáma · g2 bílý dáma · b1 bílý dáma | 2 |
| 1 | d8 bílý dáma · a7 bílý dáma · e6 bílý dáma · h5 bílý dáma · f4 bílý dáma · c3 bílý dáma · g2 bílý dáma · b1 bílý dáma | d8 bílý dáma · a7 bílý dáma · e6 bílý dáma · h5 bílý dáma · f4 bílý dáma · c3 bílý dáma · g2 bílý dáma · b1 bílý dáma | d8 bílý dáma · a7 bílý dáma · e6 bílý dáma · h5 bílý dáma · f4 bílý dáma · c3 bílý dáma · g2 bílý dáma · b1 bílý dáma | d8 bílý dáma · a7 bílý dáma · e6 bílý dáma · h5 bílý dáma · f4 bílý dáma · c3 bílý dáma · g2 bílý dáma · b1 bílý dáma | d8 bílý dáma · a7 bílý dáma · e6 bílý dáma · h5 bílý dáma · f4 bílý dáma · c3 bílý dáma · g2 bílý dáma · b1 bílý dáma | d8 bílý dáma · a7 bílý dáma · e6 bílý dáma · h5 bílý dáma · f4 bílý dáma · c3 bílý dáma · g2 bílý dáma · b1 bílý dáma | d8 bílý dáma · a7 bílý dáma · e6 bílý dáma · h5 bílý dáma · f4 bílý dáma · c3 bílý dáma · g2 bílý dáma · b1 bílý dáma | d8 bílý dáma · a7 bílý dáma · e6 bílý dáma · h5 bílý dáma · f4 bílý dáma · c3 bílý dáma · g2 bílý dáma · b1 bílý dáma | 1 |
|   | a | b | c | d | e | f | g | h |   |

|   | a | b | c | d | e | f | g | h |   |
| 8 | c8 bílý dáma · f7 bílý dáma · d6 bílý dáma · a5 bílý dáma · h4 bílý dáma · e3 bílý dáma · g2 bílý dáma · b1 bílý dáma | c8 bílý dáma · f7 bílý dáma · d6 bílý dáma · a5 bílý dáma · h4 bílý dáma · e3 bílý dáma · g2 bílý dáma · b1 bílý dáma | c8 bílý dáma · f7 bílý dáma · d6 bílý dáma · a5 bílý dáma · h4 bílý dáma · e3 bílý dáma · g2 bílý dáma · b1 bílý dáma | c8 bílý dáma · f7 bílý dáma · d6 bílý dáma · a5 bílý dáma · h4 bílý dáma · e3 bílý dáma · g2 bílý dáma · b1 bílý dáma | c8 bílý dáma · f7 bílý dáma · d6 bílý dáma · a5 bílý dáma · h4 bílý dáma · e3 bílý dáma · g2 bílý dáma · b1 bílý dáma | c8 bílý dáma · f7 bílý dáma · d6 bílý dáma · a5 bílý dáma · h4 bílý dáma · e3 bílý dáma · g2 bílý dáma · b1 bílý dáma | c8 bílý dáma · f7 bílý dáma · d6 bílý dáma · a5 bílý dáma · h4 bílý dáma · e3 bílý dáma · g2 bílý dáma · b1 bílý dáma | c8 bílý dáma · f7 bílý dáma · d6 bílý dáma · a5 bílý dáma · h4 bílý dáma · e3 bílý dáma · g2 bílý dáma · b1 bílý dáma | 8 |
| 7 | c8 bílý dáma · f7 bílý dáma · d6 bílý dáma · a5 bílý dáma · h4 bílý dáma · e3 bílý dáma · g2 bílý dáma · b1 bílý dáma | c8 bílý dáma · f7 bílý dáma · d6 bílý dáma · a5 bílý dáma · h4 bílý dáma · e3 bílý dáma · g2 bílý dáma · b1 bílý dáma | c8 bílý dáma · f7 bílý dáma · d6 bílý dáma · a5 bílý dáma · h4 bílý dáma · e3 bílý dáma · g2 bílý dáma · b1 bílý dáma | c8 bílý dáma · f7 bílý dáma · d6 bílý dáma · a5 bílý dáma · h4 bílý dáma · e3 bílý dáma · g2 bílý dáma · b1 bílý dáma | c8 bílý dáma · f7 bílý dáma · d6 bílý dáma · a5 bílý dáma · h4 bílý dáma · e3 bílý dáma · g2 bílý dáma · b1 bílý dáma | c8 bílý dáma · f7 bílý dáma · d6 bílý dáma · a5 bílý dáma · h4 bílý dáma · e3 bílý dáma · g2 bílý dáma · b1 bílý dáma | c8 bílý dáma · f7 bílý dáma · d6 bílý dáma · a5 bílý dáma · h4 bílý dáma · e3 bílý dáma · g2 bílý dáma · b1 bílý dáma | c8 bílý dáma · f7 bílý dáma · d6 bílý dáma · a5 bílý dáma · h4 bílý dáma · e3 bílý dáma · g2 bílý dáma · b1 bílý dáma | 7 |
| 6 | c8 bílý dáma · f7 bílý dáma · d6 bílý dáma · a5 bílý dáma · h4 bílý dáma · e3 bílý dáma · g2 bílý dáma · b1 bílý dáma | c8 bílý dáma · f7 bílý dáma · d6 bílý dáma · a5 bílý dáma · h4 bílý dáma · e3 bílý dáma · g2 bílý dáma · b1 bílý dáma | c8 bílý dáma · f7 bílý dáma · d6 bílý dáma · a5 bílý dáma · h4 bílý dáma · e3 bílý dáma · g2 bílý dáma · b1 bílý dáma | c8 bílý dáma · f7 bílý dáma · d6 bílý dáma · a5 bílý dáma · h4 bílý dáma · e3 bílý dáma · g2 bílý dáma · b1 bílý dáma | c8 bílý dáma · f7 bílý dáma · d6 bílý dáma · a5 bílý dáma · h4 bílý dáma · e3 bílý dáma · g2 bílý dáma · b1 bílý dáma | c8 bílý dáma · f7 bílý dáma · d6 bílý dáma · a5 bílý dáma · h4 bílý dáma · e3 bílý dáma · g2 bílý dáma · b1 bílý dáma | c8 bílý dáma · f7 bílý dáma · d6 bílý dáma · a5 bílý dáma · h4 bílý dáma · e3 bílý dáma · g2 bílý dáma · b1 bílý dáma | c8 bílý dáma · f7 bílý dáma · d6 bílý dáma · a5 bílý dáma · h4 bílý dáma · e3 bílý dáma · g2 bílý dáma · b1 bílý dáma | 6 |
| 5 | c8 bílý dáma · f7 bílý dáma · d6 bílý dáma · a5 bílý dáma · h4 bílý dáma · e3 bílý dáma · g2 bílý dáma · b1 bílý dáma | c8 bílý dáma · f7 bílý dáma · d6 bílý dáma · a5 bílý dáma · h4 bílý dáma · e3 bílý dáma · g2 bílý dáma · b1 bílý dáma | c8 bílý dáma · f7 bílý dáma · d6 bílý dáma · a5 bílý dáma · h4 bílý dáma · e3 bílý dáma · g2 bílý dáma · b1 bílý dáma | c8 bílý dáma · f7 bílý dáma · d6 bílý dáma · a5 bílý dáma · h4 bílý dáma · e3 bílý dáma · g2 bílý dáma · b1 bílý dáma | c8 bílý dáma · f7 bílý dáma · d6 bílý dáma · a5 bílý dáma · h4 bílý dáma · e3 bílý dáma · g2 bílý dáma · b1 bílý dáma | c8 bílý dáma · f7 bílý dáma · d6 bílý dáma · a5 bílý dáma · h4 bílý dáma · e3 bílý dáma · g2 bílý dáma · b1 bílý dáma | c8 bílý dáma · f7 bílý dáma · d6 bílý dáma · a5 bílý dáma · h4 bílý dáma · e3 bílý dáma · g2 bílý dáma · b1 bílý dáma | c8 bílý dáma · f7 bílý dáma · d6 bílý dáma · a5 bílý dáma · h4 bílý dáma · e3 bílý dáma · g2 bílý dáma · b1 bílý dáma | 5 |
| 4 | c8 bílý dáma · f7 bílý dáma · d6 bílý dáma · a5 bílý dáma · h4 bílý dáma · e3 bílý dáma · g2 bílý dáma · b1 bílý dáma | c8 bílý dáma · f7 bílý dáma · d6 bílý dáma · a5 bílý dáma · h4 bílý dáma · e3 bílý dáma · g2 bílý dáma · b1 bílý dáma | c8 bílý dáma · f7 bílý dáma · d6 bílý dáma · a5 bílý dáma · h4 bílý dáma · e3 bílý dáma · g2 bílý dáma · b1 bílý dáma | c8 bílý dáma · f7 bílý dáma · d6 bílý dáma · a5 bílý dáma · h4 bílý dáma · e3 bílý dáma · g2 bílý dáma · b1 bílý dáma | c8 bílý dáma · f7 bílý dáma · d6 bílý dáma · a5 bílý dáma · h4 bílý dáma · e3 bílý dáma · g2 bílý dáma · b1 bílý dáma | c8 bílý dáma · f7 bílý dáma · d6 bílý dáma · a5 bílý dáma · h4 bílý dáma · e3 bílý dáma · g2 bílý dáma · b1 bílý dáma | c8 bílý dáma · f7 bílý dáma · d6 bílý dáma · a5 bílý dáma · h4 bílý dáma · e3 bílý dáma · g2 bílý dáma · b1 bílý dáma | c8 bílý dáma · f7 bílý dáma · d6 bílý dáma · a5 bílý dáma · h4 bílý dáma · e3 bílý dáma · g2 bílý dáma · b1 bílý dáma | 4 |
| 3 | c8 bílý dáma · f7 bílý dáma · d6 bílý dáma · a5 bílý dáma · h4 bílý dáma · e3 bílý dáma · g2 bílý dáma · b1 bílý dáma | c8 bílý dáma · f7 bílý dáma · d6 bílý dáma · a5 bílý dáma · h4 bílý dáma · e3 bílý dáma · g2 bílý dáma · b1 bílý dáma | c8 bílý dáma · f7 bílý dáma · d6 bílý dáma · a5 bílý dáma · h4 bílý dáma · e3 bílý dáma · g2 bílý dáma · b1 bílý dáma | c8 bílý dáma · f7 bílý dáma · d6 bílý dáma · a5 bílý dáma · h4 bílý dáma · e3 bílý dáma · g2 bílý dáma · b1 bílý dáma | c8 bílý dáma · f7 bílý dáma · d6 bílý dáma · a5 bílý dáma · h4 bílý dáma · e3 bílý dáma · g2 bílý dáma · b1 bílý dáma | c8 bílý dáma · f7 bílý dáma · d6 bílý dáma · a5 bílý dáma · h4 bílý dáma · e3 bílý dáma · g2 bílý dáma · b1 bílý dáma | c8 bílý dáma · f7 bílý dáma · d6 bílý dáma · a5 bílý dáma · h4 bílý dáma · e3 bílý dáma · g2 bílý dáma · b1 bílý dáma | c8 bílý dáma · f7 bílý dáma · d6 bílý dáma · a5 bílý dáma · h4 bílý dáma · e3 bílý dáma · g2 bílý dáma · b1 bílý dáma | 3 |
| 2 | c8 bílý dáma · f7 bílý dáma · d6 bílý dáma · a5 bílý dáma · h4 bílý dáma · e3 bílý dáma · g2 bílý dáma · b1 bílý dáma | c8 bílý dáma · f7 bílý dáma · d6 bílý dáma · a5 bílý dáma · h4 bílý dáma · e3 bílý dáma · g2 bílý dáma · b1 bílý dáma | c8 bílý dáma · f7 bílý dáma · d6 bílý dáma · a5 bílý dáma · h4 bílý dáma · e3 bílý dáma · g2 bílý dáma · b1 bílý dáma | c8 bílý dáma · f7 bílý dáma · d6 bílý dáma · a5 bílý dáma · h4 bílý dáma · e3 bílý dáma · g2 bílý dáma · b1 bílý dáma | c8 bílý dáma · f7 bílý dáma · d6 bílý dáma · a5 bílý dáma · h4 bílý dáma · e3 bílý dáma · g2 bílý dáma · b1 bílý dáma | c8 bílý dáma · f7 bílý dáma · d6 bílý dáma · a5 bílý dáma · h4 bílý dáma · e3 bílý dáma · g2 bílý dáma · b1 bílý dáma | c8 bílý dáma · f7 bílý dáma · d6 bílý dáma · a5 bílý dáma · h4 bílý dáma · e3 bílý dáma · g2 bílý dáma · b1 bílý dáma | c8 bílý dáma · f7 bílý dáma · d6 bílý dáma · a5 bílý dáma · h4 bílý dáma · e3 bílý dáma · g2 bílý dáma · b1 bílý dáma | 2 |
| 1 | c8 bílý dáma · f7 bílý dáma · d6 bílý dáma · a5 bílý dáma · h4 bílý dáma · e3 bílý dáma · g2 bílý dáma · b1 bílý dáma | c8 bílý dáma · f7 bílý dáma · d6 bílý dáma · a5 bílý dáma · h4 bílý dáma · e3 bílý dáma · g2 bílý dáma · b1 bílý dáma | c8 bílý dáma · f7 bílý dáma · d6 bílý dáma · a5 bílý dáma · h4 bílý dáma · e3 bílý dáma · g2 bílý dáma · b1 bílý dáma | c8 bílý dáma · f7 bílý dáma · d6 bílý dáma · a5 bílý dáma · h4 bílý dáma · e3 bílý dáma · g2 bílý dáma · b1 bílý dáma | c8 bílý dáma · f7 bílý dáma · d6 bílý dáma · a5 bílý dáma · h4 bílý dáma · e3 bílý dáma · g2 bílý dáma · b1 bílý dáma | c8 bílý dáma · f7 bílý dáma · d6 bílý dáma · a5 bílý dáma · h4 bílý dáma · e3 bílý dáma · g2 bílý dáma · b1 bílý dáma | c8 bílý dáma · f7 bílý dáma · d6 bílý dáma · a5 bílý dáma · h4 bílý dáma · e3 bílý dáma · g2 bílý dáma · b1 bílý dáma | c8 bílý dáma · f7 bílý dáma · d6 bílý dáma · a5 bílý dáma · h4 bílý dáma · e3 bílý dáma · g2 bílý dáma · b1 bílý dáma | 1 |
|   | a | b | c | d | e | f | g | h |   |

|   | a | b | c | d | e | f | g | h |   |
| 8 | f8 bílý dáma · b7 bílý dáma · g6 bílý dáma · a5 bílý dáma · d4 bílý dáma · h3 bílý dáma · e2 bílý dáma · c1 bílý dáma | f8 bílý dáma · b7 bílý dáma · g6 bílý dáma · a5 bílý dáma · d4 bílý dáma · h3 bílý dáma · e2 bílý dáma · c1 bílý dáma | f8 bílý dáma · b7 bílý dáma · g6 bílý dáma · a5 bílý dáma · d4 bílý dáma · h3 bílý dáma · e2 bílý dáma · c1 bílý dáma | f8 bílý dáma · b7 bílý dáma · g6 bílý dáma · a5 bílý dáma · d4 bílý dáma · h3 bílý dáma · e2 bílý dáma · c1 bílý dáma | f8 bílý dáma · b7 bílý dáma · g6 bílý dáma · a5 bílý dáma · d4 bílý dáma · h3 bílý dáma · e2 bílý dáma · c1 bílý dáma | f8 bílý dáma · b7 bílý dáma · g6 bílý dáma · a5 bílý dáma · d4 bílý dáma · h3 bílý dáma · e2 bílý dáma · c1 bílý dáma | f8 bílý dáma · b7 bílý dáma · g6 bílý dáma · a5 bílý dáma · d4 bílý dáma · h3 bílý dáma · e2 bílý dáma · c1 bílý dáma | f8 bílý dáma · b7 bílý dáma · g6 bílý dáma · a5 bílý dáma · d4 bílý dáma · h3 bílý dáma · e2 bílý dáma · c1 bílý dáma | 8 |
| 7 | f8 bílý dáma · b7 bílý dáma · g6 bílý dáma · a5 bílý dáma · d4 bílý dáma · h3 bílý dáma · e2 bílý dáma · c1 bílý dáma | f8 bílý dáma · b7 bílý dáma · g6 bílý dáma · a5 bílý dáma · d4 bílý dáma · h3 bílý dáma · e2 bílý dáma · c1 bílý dáma | f8 bílý dáma · b7 bílý dáma · g6 bílý dáma · a5 bílý dáma · d4 bílý dáma · h3 bílý dáma · e2 bílý dáma · c1 bílý dáma | f8 bílý dáma · b7 bílý dáma · g6 bílý dáma · a5 bílý dáma · d4 bílý dáma · h3 bílý dáma · e2 bílý dáma · c1 bílý dáma | f8 bílý dáma · b7 bílý dáma · g6 bílý dáma · a5 bílý dáma · d4 bílý dáma · h3 bílý dáma · e2 bílý dáma · c1 bílý dáma | f8 bílý dáma · b7 bílý dáma · g6 bílý dáma · a5 bílý dáma · d4 bílý dáma · h3 bílý dáma · e2 bílý dáma · c1 bílý dáma | f8 bílý dáma · b7 bílý dáma · g6 bílý dáma · a5 bílý dáma · d4 bílý dáma · h3 bílý dáma · e2 bílý dáma · c1 bílý dáma | f8 bílý dáma · b7 bílý dáma · g6 bílý dáma · a5 bílý dáma · d4 bílý dáma · h3 bílý dáma · e2 bílý dáma · c1 bílý dáma | 7 |
| 6 | f8 bílý dáma · b7 bílý dáma · g6 bílý dáma · a5 bílý dáma · d4 bílý dáma · h3 bílý dáma · e2 bílý dáma · c1 bílý dáma | f8 bílý dáma · b7 bílý dáma · g6 bílý dáma · a5 bílý dáma · d4 bílý dáma · h3 bílý dáma · e2 bílý dáma · c1 bílý dáma | f8 bílý dáma · b7 bílý dáma · g6 bílý dáma · a5 bílý dáma · d4 bílý dáma · h3 bílý dáma · e2 bílý dáma · c1 bílý dáma | f8 bílý dáma · b7 bílý dáma · g6 bílý dáma · a5 bílý dáma · d4 bílý dáma · h3 bílý dáma · e2 bílý dáma · c1 bílý dáma | f8 bílý dáma · b7 bílý dáma · g6 bílý dáma · a5 bílý dáma · d4 bílý dáma · h3 bílý dáma · e2 bílý dáma · c1 bílý dáma | f8 bílý dáma · b7 bílý dáma · g6 bílý dáma · a5 bílý dáma · d4 bílý dáma · h3 bílý dáma · e2 bílý dáma · c1 bílý dáma | f8 bílý dáma · b7 bílý dáma · g6 bílý dáma · a5 bílý dáma · d4 bílý dáma · h3 bílý dáma · e2 bílý dáma · c1 bílý dáma | f8 bílý dáma · b7 bílý dáma · g6 bílý dáma · a5 bílý dáma · d4 bílý dáma · h3 bílý dáma · e2 bílý dáma · c1 bílý dáma | 6 |
| 5 | f8 bílý dáma · b7 bílý dáma · g6 bílý dáma · a5 bílý dáma · d4 bílý dáma · h3 bílý dáma · e2 bílý dáma · c1 bílý dáma | f8 bílý dáma · b7 bílý dáma · g6 bílý dáma · a5 bílý dáma · d4 bílý dáma · h3 bílý dáma · e2 bílý dáma · c1 bílý dáma | f8 bílý dáma · b7 bílý dáma · g6 bílý dáma · a5 bílý dáma · d4 bílý dáma · h3 bílý dáma · e2 bílý dáma · c1 bílý dáma | f8 bílý dáma · b7 bílý dáma · g6 bílý dáma · a5 bílý dáma · d4 bílý dáma · h3 bílý dáma · e2 bílý dáma · c1 bílý dáma | f8 bílý dáma · b7 bílý dáma · g6 bílý dáma · a5 bílý dáma · d4 bílý dáma · h3 bílý dáma · e2 bílý dáma · c1 bílý dáma | f8 bílý dáma · b7 bílý dáma · g6 bílý dáma · a5 bílý dáma · d4 bílý dáma · h3 bílý dáma · e2 bílý dáma · c1 bílý dáma | f8 bílý dáma · b7 bílý dáma · g6 bílý dáma · a5 bílý dáma · d4 bílý dáma · h3 bílý dáma · e2 bílý dáma · c1 bílý dáma | f8 bílý dáma · b7 bílý dáma · g6 bílý dáma · a5 bílý dáma · d4 bílý dáma · h3 bílý dáma · e2 bílý dáma · c1 bílý dáma | 5 |
| 4 | f8 bílý dáma · b7 bílý dáma · g6 bílý dáma · a5 bílý dáma · d4 bílý dáma · h3 bílý dáma · e2 bílý dáma · c1 bílý dáma | f8 bílý dáma · b7 bílý dáma · g6 bílý dáma · a5 bílý dáma · d4 bílý dáma · h3 bílý dáma · e2 bílý dáma · c1 bílý dáma | f8 bílý dáma · b7 bílý dáma · g6 bílý dáma · a5 bílý dáma · d4 bílý dáma · h3 bílý dáma · e2 bílý dáma · c1 bílý dáma | f8 bílý dáma · b7 bílý dáma · g6 bílý dáma · a5 bílý dáma · d4 bílý dáma · h3 bílý dáma · e2 bílý dáma · c1 bílý dáma | f8 bílý dáma · b7 bílý dáma · g6 bílý dáma · a5 bílý dáma · d4 bílý dáma · h3 bílý dáma · e2 bílý dáma · c1 bílý dáma | f8 bílý dáma · b7 bílý dáma · g6 bílý dáma · a5 bílý dáma · d4 bílý dáma · h3 bílý dáma · e2 bílý dáma · c1 bílý dáma | f8 bílý dáma · b7 bílý dáma · g6 bílý dáma · a5 bílý dáma · d4 bílý dáma · h3 bílý dáma · e2 bílý dáma · c1 bílý dáma | f8 bílý dáma · b7 bílý dáma · g6 bílý dáma · a5 bílý dáma · d4 bílý dáma · h3 bílý dáma · e2 bílý dáma · c1 bílý dáma | 4 |
| 3 | f8 bílý dáma · b7 bílý dáma · g6 bílý dáma · a5 bílý dáma · d4 bílý dáma · h3 bílý dáma · e2 bílý dáma · c1 bílý dáma | f8 bílý dáma · b7 bílý dáma · g6 bílý dáma · a5 bílý dáma · d4 bílý dáma · h3 bílý dáma · e2 bílý dáma · c1 bílý dáma | f8 bílý dáma · b7 bílý dáma · g6 bílý dáma · a5 bílý dáma · d4 bílý dáma · h3 bílý dáma · e2 bílý dáma · c1 bílý dáma | f8 bílý dáma · b7 bílý dáma · g6 bílý dáma · a5 bílý dáma · d4 bílý dáma · h3 bílý dáma · e2 bílý dáma · c1 bílý dáma | f8 bílý dáma · b7 bílý dáma · g6 bílý dáma · a5 bílý dáma · d4 bílý dáma · h3 bílý dáma · e2 bílý dáma · c1 bílý dáma | f8 bílý dáma · b7 bílý dáma · g6 bílý dáma · a5 bílý dáma · d4 bílý dáma · h3 bílý dáma · e2 bílý dáma · c1 bílý dáma | f8 bílý dáma · b7 bílý dáma · g6 bílý dáma · a5 bílý dáma · d4 bílý dáma · h3 bílý dáma · e2 bílý dáma · c1 bílý dáma | f8 bílý dáma · b7 bílý dáma · g6 bílý dáma · a5 bílý dáma · d4 bílý dáma · h3 bílý dáma · e2 bílý dáma · c1 bílý dáma | 3 |
| 2 | f8 bílý dáma · b7 bílý dáma · g6 bílý dáma · a5 bílý dáma · d4 bílý dáma · h3 bílý dáma · e2 bílý dáma · c1 bílý dáma | f8 bílý dáma · b7 bílý dáma · g6 bílý dáma · a5 bílý dáma · d4 bílý dáma · h3 bílý dáma · e2 bílý dáma · c1 bílý dáma | f8 bílý dáma · b7 bílý dáma · g6 bílý dáma · a5 bílý dáma · d4 bílý dáma · h3 bílý dáma · e2 bílý dáma · c1 bílý dáma | f8 bílý dáma · b7 bílý dáma · g6 bílý dáma · a5 bílý dáma · d4 bílý dáma · h3 bílý dáma · e2 bílý dáma · c1 bílý dáma | f8 bílý dáma · b7 bílý dáma · g6 bílý dáma · a5 bílý dáma · d4 bílý dáma · h3 bílý dáma · e2 bílý dáma · c1 bílý dáma | f8 bílý dáma · b7 bílý dáma · g6 bílý dáma · a5 bílý dáma · d4 bílý dáma · h3 bílý dáma · e2 bílý dáma · c1 bílý dáma | f8 bílý dáma · b7 bílý dáma · g6 bílý dáma · a5 bílý dáma · d4 bílý dáma · h3 bílý dáma · e2 bílý dáma · c1 bílý dáma | f8 bílý dáma · b7 bílý dáma · g6 bílý dáma · a5 bílý dáma · d4 bílý dáma · h3 bílý dáma · e2 bílý dáma · c1 bílý dáma | 2 |
| 1 | f8 bílý dáma · b7 bílý dáma · g6 bílý dáma · a5 bílý dáma · d4 bílý dáma · h3 bílý dáma · e2 bílý dáma · c1 bílý dáma | f8 bílý dáma · b7 bílý dáma · g6 bílý dáma · a5 bílý dáma · d4 bílý dáma · h3 bílý dáma · e2 bílý dáma · c1 bílý dáma | f8 bílý dáma · b7 bílý dáma · g6 bílý dáma · a5 bílý dáma · d4 bílý dáma · h3 bílý dáma · e2 bílý dáma · c1 bílý dáma | f8 bílý dáma · b7 bílý dáma · g6 bílý dáma · a5 bílý dáma · d4 bílý dáma · h3 bílý dáma · e2 bílý dáma · c1 bílý dáma | f8 bílý dáma · b7 bílý dáma · g6 bílý dáma · a5 bílý dáma · d4 bílý dáma · h3 bílý dáma · e2 bílý dáma · c1 bílý dáma | f8 bílý dáma · b7 bílý dáma · g6 bílý dáma · a5 bílý dáma · d4 bílý dáma · h3 bílý dáma · e2 bílý dáma · c1 bílý dáma | f8 bílý dáma · b7 bílý dáma · g6 bílý dáma · a5 bílý dáma · d4 bílý dáma · h3 bílý dáma · e2 bílý dáma · c1 bílý dáma | f8 bílý dáma · b7 bílý dáma · g6 bílý dáma · a5 bílý dáma · d4 bílý dáma · h3 bílý dáma · e2 bílý dáma · c1 bílý dáma | 1 |
|   | a | b | c | d | e | f | g | h |   |

|   | a | b | c | d | e | f | g | h |   |
| 8 | d8 bílý dáma · g7 bílý dáma · a6 bílý dáma · h5 bílý dáma · e4 bílý dáma · b3 bílý dáma · f2 bílý dáma · c1 bílý dáma | d8 bílý dáma · g7 bílý dáma · a6 bílý dáma · h5 bílý dáma · e4 bílý dáma · b3 bílý dáma · f2 bílý dáma · c1 bílý dáma | d8 bílý dáma · g7 bílý dáma · a6 bílý dáma · h5 bílý dáma · e4 bílý dáma · b3 bílý dáma · f2 bílý dáma · c1 bílý dáma | d8 bílý dáma · g7 bílý dáma · a6 bílý dáma · h5 bílý dáma · e4 bílý dáma · b3 bílý dáma · f2 bílý dáma · c1 bílý dáma | d8 bílý dáma · g7 bílý dáma · a6 bílý dáma · h5 bílý dáma · e4 bílý dáma · b3 bílý dáma · f2 bílý dáma · c1 bílý dáma | d8 bílý dáma · g7 bílý dáma · a6 bílý dáma · h5 bílý dáma · e4 bílý dáma · b3 bílý dáma · f2 bílý dáma · c1 bílý dáma | d8 bílý dáma · g7 bílý dáma · a6 bílý dáma · h5 bílý dáma · e4 bílý dáma · b3 bílý dáma · f2 bílý dáma · c1 bílý dáma | d8 bílý dáma · g7 bílý dáma · a6 bílý dáma · h5 bílý dáma · e4 bílý dáma · b3 bílý dáma · f2 bílý dáma · c1 bílý dáma | 8 |
| 7 | d8 bílý dáma · g7 bílý dáma · a6 bílý dáma · h5 bílý dáma · e4 bílý dáma · b3 bílý dáma · f2 bílý dáma · c1 bílý dáma | d8 bílý dáma · g7 bílý dáma · a6 bílý dáma · h5 bílý dáma · e4 bílý dáma · b3 bílý dáma · f2 bílý dáma · c1 bílý dáma | d8 bílý dáma · g7 bílý dáma · a6 bílý dáma · h5 bílý dáma · e4 bílý dáma · b3 bílý dáma · f2 bílý dáma · c1 bílý dáma | d8 bílý dáma · g7 bílý dáma · a6 bílý dáma · h5 bílý dáma · e4 bílý dáma · b3 bílý dáma · f2 bílý dáma · c1 bílý dáma | d8 bílý dáma · g7 bílý dáma · a6 bílý dáma · h5 bílý dáma · e4 bílý dáma · b3 bílý dáma · f2 bílý dáma · c1 bílý dáma | d8 bílý dáma · g7 bílý dáma · a6 bílý dáma · h5 bílý dáma · e4 bílý dáma · b3 bílý dáma · f2 bílý dáma · c1 bílý dáma | d8 bílý dáma · g7 bílý dáma · a6 bílý dáma · h5 bílý dáma · e4 bílý dáma · b3 bílý dáma · f2 bílý dáma · c1 bílý dáma | d8 bílý dáma · g7 bílý dáma · a6 bílý dáma · h5 bílý dáma · e4 bílý dáma · b3 bílý dáma · f2 bílý dáma · c1 bílý dáma | 7 |
| 6 | d8 bílý dáma · g7 bílý dáma · a6 bílý dáma · h5 bílý dáma · e4 bílý dáma · b3 bílý dáma · f2 bílý dáma · c1 bílý dáma | d8 bílý dáma · g7 bílý dáma · a6 bílý dáma · h5 bílý dáma · e4 bílý dáma · b3 bílý dáma · f2 bílý dáma · c1 bílý dáma | d8 bílý dáma · g7 bílý dáma · a6 bílý dáma · h5 bílý dáma · e4 bílý dáma · b3 bílý dáma · f2 bílý dáma · c1 bílý dáma | d8 bílý dáma · g7 bílý dáma · a6 bílý dáma · h5 bílý dáma · e4 bílý dáma · b3 bílý dáma · f2 bílý dáma · c1 bílý dáma | d8 bílý dáma · g7 bílý dáma · a6 bílý dáma · h5 bílý dáma · e4 bílý dáma · b3 bílý dáma · f2 bílý dáma · c1 bílý dáma | d8 bílý dáma · g7 bílý dáma · a6 bílý dáma · h5 bílý dáma · e4 bílý dáma · b3 bílý dáma · f2 bílý dáma · c1 bílý dáma | d8 bílý dáma · g7 bílý dáma · a6 bílý dáma · h5 bílý dáma · e4 bílý dáma · b3 bílý dáma · f2 bílý dáma · c1 bílý dáma | d8 bílý dáma · g7 bílý dáma · a6 bílý dáma · h5 bílý dáma · e4 bílý dáma · b3 bílý dáma · f2 bílý dáma · c1 bílý dáma | 6 |
| 5 | d8 bílý dáma · g7 bílý dáma · a6 bílý dáma · h5 bílý dáma · e4 bílý dáma · b3 bílý dáma · f2 bílý dáma · c1 bílý dáma | d8 bílý dáma · g7 bílý dáma · a6 bílý dáma · h5 bílý dáma · e4 bílý dáma · b3 bílý dáma · f2 bílý dáma · c1 bílý dáma | d8 bílý dáma · g7 bílý dáma · a6 bílý dáma · h5 bílý dáma · e4 bílý dáma · b3 bílý dáma · f2 bílý dáma · c1 bílý dáma | d8 bílý dáma · g7 bílý dáma · a6 bílý dáma · h5 bílý dáma · e4 bílý dáma · b3 bílý dáma · f2 bílý dáma · c1 bílý dáma | d8 bílý dáma · g7 bílý dáma · a6 bílý dáma · h5 bílý dáma · e4 bílý dáma · b3 bílý dáma · f2 bílý dáma · c1 bílý dáma | d8 bílý dáma · g7 bílý dáma · a6 bílý dáma · h5 bílý dáma · e4 bílý dáma · b3 bílý dáma · f2 bílý dáma · c1 bílý dáma | d8 bílý dáma · g7 bílý dáma · a6 bílý dáma · h5 bílý dáma · e4 bílý dáma · b3 bílý dáma · f2 bílý dáma · c1 bílý dáma | d8 bílý dáma · g7 bílý dáma · a6 bílý dáma · h5 bílý dáma · e4 bílý dáma · b3 bílý dáma · f2 bílý dáma · c1 bílý dáma | 5 |
| 4 | d8 bílý dáma · g7 bílý dáma · a6 bílý dáma · h5 bílý dáma · e4 bílý dáma · b3 bílý dáma · f2 bílý dáma · c1 bílý dáma | d8 bílý dáma · g7 bílý dáma · a6 bílý dáma · h5 bílý dáma · e4 bílý dáma · b3 bílý dáma · f2 bílý dáma · c1 bílý dáma | d8 bílý dáma · g7 bílý dáma · a6 bílý dáma · h5 bílý dáma · e4 bílý dáma · b3 bílý dáma · f2 bílý dáma · c1 bílý dáma | d8 bílý dáma · g7 bílý dáma · a6 bílý dáma · h5 bílý dáma · e4 bílý dáma · b3 bílý dáma · f2 bílý dáma · c1 bílý dáma | d8 bílý dáma · g7 bílý dáma · a6 bílý dáma · h5 bílý dáma · e4 bílý dáma · b3 bílý dáma · f2 bílý dáma · c1 bílý dáma | d8 bílý dáma · g7 bílý dáma · a6 bílý dáma · h5 bílý dáma · e4 bílý dáma · b3 bílý dáma · f2 bílý dáma · c1 bílý dáma | d8 bílý dáma · g7 bílý dáma · a6 bílý dáma · h5 bílý dáma · e4 bílý dáma · b3 bílý dáma · f2 bílý dáma · c1 bílý dáma | d8 bílý dáma · g7 bílý dáma · a6 bílý dáma · h5 bílý dáma · e4 bílý dáma · b3 bílý dáma · f2 bílý dáma · c1 bílý dáma | 4 |
| 3 | d8 bílý dáma · g7 bílý dáma · a6 bílý dáma · h5 bílý dáma · e4 bílý dáma · b3 bílý dáma · f2 bílý dáma · c1 bílý dáma | d8 bílý dáma · g7 bílý dáma · a6 bílý dáma · h5 bílý dáma · e4 bílý dáma · b3 bílý dáma · f2 bílý dáma · c1 bílý dáma | d8 bílý dáma · g7 bílý dáma · a6 bílý dáma · h5 bílý dáma · e4 bílý dáma · b3 bílý dáma · f2 bílý dáma · c1 bílý dáma | d8 bílý dáma · g7 bílý dáma · a6 bílý dáma · h5 bílý dáma · e4 bílý dáma · b3 bílý dáma · f2 bílý dáma · c1 bílý dáma | d8 bílý dáma · g7 bílý dáma · a6 bílý dáma · h5 bílý dáma · e4 bílý dáma · b3 bílý dáma · f2 bílý dáma · c1 bílý dáma | d8 bílý dáma · g7 bílý dáma · a6 bílý dáma · h5 bílý dáma · e4 bílý dáma · b3 bílý dáma · f2 bílý dáma · c1 bílý dáma | d8 bílý dáma · g7 bílý dáma · a6 bílý dáma · h5 bílý dáma · e4 bílý dáma · b3 bílý dáma · f2 bílý dáma · c1 bílý dáma | d8 bílý dáma · g7 bílý dáma · a6 bílý dáma · h5 bílý dáma · e4 bílý dáma · b3 bílý dáma · f2 bílý dáma · c1 bílý dáma | 3 |
| 2 | d8 bílý dáma · g7 bílý dáma · a6 bílý dáma · h5 bílý dáma · e4 bílý dáma · b3 bílý dáma · f2 bílý dáma · c1 bílý dáma | d8 bílý dáma · g7 bílý dáma · a6 bílý dáma · h5 bílý dáma · e4 bílý dáma · b3 bílý dáma · f2 bílý dáma · c1 bílý dáma | d8 bílý dáma · g7 bílý dáma · a6 bílý dáma · h5 bílý dáma · e4 bílý dáma · b3 bílý dáma · f2 bílý dáma · c1 bílý dáma | d8 bílý dáma · g7 bílý dáma · a6 bílý dáma · h5 bílý dáma · e4 bílý dáma · b3 bílý dáma · f2 bílý dáma · c1 bílý dáma | d8 bílý dáma · g7 bílý dáma · a6 bílý dáma · h5 bílý dáma · e4 bílý dáma · b3 bílý dáma · f2 bílý dáma · c1 bílý dáma | d8 bílý dáma · g7 bílý dáma · a6 bílý dáma · h5 bílý dáma · e4 bílý dáma · b3 bílý dáma · f2 bílý dáma · c1 bílý dáma | d8 bílý dáma · g7 bílý dáma · a6 bílý dáma · h5 bílý dáma · e4 bílý dáma · b3 bílý dáma · f2 bílý dáma · c1 bílý dáma | d8 bílý dáma · g7 bílý dáma · a6 bílý dáma · h5 bílý dáma · e4 bílý dáma · b3 bílý dáma · f2 bílý dáma · c1 bílý dáma | 2 |
| 1 | d8 bílý dáma · g7 bílý dáma · a6 bílý dáma · h5 bílý dáma · e4 bílý dáma · b3 bílý dáma · f2 bílý dáma · c1 bílý dáma | d8 bílý dáma · g7 bílý dáma · a6 bílý dáma · h5 bílý dáma · e4 bílý dáma · b3 bílý dáma · f2 bílý dáma · c1 bílý dáma | d8 bílý dáma · g7 bílý dáma · a6 bílý dáma · h5 bílý dáma · e4 bílý dáma · b3 bílý dáma · f2 bílý dáma · c1 bílý dáma | d8 bílý dáma · g7 bílý dáma · a6 bílý dáma · h5 bílý dáma · e4 bílý dáma · b3 bílý dáma · f2 bílý dáma · c1 bílý dáma | d8 bílý dáma · g7 bílý dáma · a6 bílý dáma · h5 bílý dáma · e4 bílý dáma · b3 bílý dáma · f2 bílý dáma · c1 bílý dáma | d8 bílý dáma · g7 bílý dáma · a6 bílý dáma · h5 bílý dáma · e4 bílý dáma · b3 bílý dáma · f2 bílý dáma · c1 bílý dáma | d8 bílý dáma · g7 bílý dáma · a6 bílý dáma · h5 bílý dáma · e4 bílý dáma · b3 bílý dáma · f2 bílý dáma · c1 bílý dáma | d8 bílý dáma · g7 bílý dáma · a6 bílý dáma · h5 bílý dáma · e4 bílý dáma · b3 bílý dáma · f2 bílý dáma · c1 bílý dáma | 1 |
|   | a | b | c | d | e | f | g | h |   |

|   | a | b | c | d | e | f | g | h |   |
| 8 | f8 bílý dáma · d7 bílý dáma · g6 bílý dáma · a5 bílý dáma · h4 bílý dáma · b3 bílý dáma · e2 bílý dáma · c1 bílý dáma | f8 bílý dáma · d7 bílý dáma · g6 bílý dáma · a5 bílý dáma · h4 bílý dáma · b3 bílý dáma · e2 bílý dáma · c1 bílý dáma | f8 bílý dáma · d7 bílý dáma · g6 bílý dáma · a5 bílý dáma · h4 bílý dáma · b3 bílý dáma · e2 bílý dáma · c1 bílý dáma | f8 bílý dáma · d7 bílý dáma · g6 bílý dáma · a5 bílý dáma · h4 bílý dáma · b3 bílý dáma · e2 bílý dáma · c1 bílý dáma | f8 bílý dáma · d7 bílý dáma · g6 bílý dáma · a5 bílý dáma · h4 bílý dáma · b3 bílý dáma · e2 bílý dáma · c1 bílý dáma | f8 bílý dáma · d7 bílý dáma · g6 bílý dáma · a5 bílý dáma · h4 bílý dáma · b3 bílý dáma · e2 bílý dáma · c1 bílý dáma | f8 bílý dáma · d7 bílý dáma · g6 bílý dáma · a5 bílý dáma · h4 bílý dáma · b3 bílý dáma · e2 bílý dáma · c1 bílý dáma | f8 bílý dáma · d7 bílý dáma · g6 bílý dáma · a5 bílý dáma · h4 bílý dáma · b3 bílý dáma · e2 bílý dáma · c1 bílý dáma | 8 |
| 7 | f8 bílý dáma · d7 bílý dáma · g6 bílý dáma · a5 bílý dáma · h4 bílý dáma · b3 bílý dáma · e2 bílý dáma · c1 bílý dáma | f8 bílý dáma · d7 bílý dáma · g6 bílý dáma · a5 bílý dáma · h4 bílý dáma · b3 bílý dáma · e2 bílý dáma · c1 bílý dáma | f8 bílý dáma · d7 bílý dáma · g6 bílý dáma · a5 bílý dáma · h4 bílý dáma · b3 bílý dáma · e2 bílý dáma · c1 bílý dáma | f8 bílý dáma · d7 bílý dáma · g6 bílý dáma · a5 bílý dáma · h4 bílý dáma · b3 bílý dáma · e2 bílý dáma · c1 bílý dáma | f8 bílý dáma · d7 bílý dáma · g6 bílý dáma · a5 bílý dáma · h4 bílý dáma · b3 bílý dáma · e2 bílý dáma · c1 bílý dáma | f8 bílý dáma · d7 bílý dáma · g6 bílý dáma · a5 bílý dáma · h4 bílý dáma · b3 bílý dáma · e2 bílý dáma · c1 bílý dáma | f8 bílý dáma · d7 bílý dáma · g6 bílý dáma · a5 bílý dáma · h4 bílý dáma · b3 bílý dáma · e2 bílý dáma · c1 bílý dáma | f8 bílý dáma · d7 bílý dáma · g6 bílý dáma · a5 bílý dáma · h4 bílý dáma · b3 bílý dáma · e2 bílý dáma · c1 bílý dáma | 7 |
| 6 | f8 bílý dáma · d7 bílý dáma · g6 bílý dáma · a5 bílý dáma · h4 bílý dáma · b3 bílý dáma · e2 bílý dáma · c1 bílý dáma | f8 bílý dáma · d7 bílý dáma · g6 bílý dáma · a5 bílý dáma · h4 bílý dáma · b3 bílý dáma · e2 bílý dáma · c1 bílý dáma | f8 bílý dáma · d7 bílý dáma · g6 bílý dáma · a5 bílý dáma · h4 bílý dáma · b3 bílý dáma · e2 bílý dáma · c1 bílý dáma | f8 bílý dáma · d7 bílý dáma · g6 bílý dáma · a5 bílý dáma · h4 bílý dáma · b3 bílý dáma · e2 bílý dáma · c1 bílý dáma | f8 bílý dáma · d7 bílý dáma · g6 bílý dáma · a5 bílý dáma · h4 bílý dáma · b3 bílý dáma · e2 bílý dáma · c1 bílý dáma | f8 bílý dáma · d7 bílý dáma · g6 bílý dáma · a5 bílý dáma · h4 bílý dáma · b3 bílý dáma · e2 bílý dáma · c1 bílý dáma | f8 bílý dáma · d7 bílý dáma · g6 bílý dáma · a5 bílý dáma · h4 bílý dáma · b3 bílý dáma · e2 bílý dáma · c1 bílý dáma | f8 bílý dáma · d7 bílý dáma · g6 bílý dáma · a5 bílý dáma · h4 bílý dáma · b3 bílý dáma · e2 bílý dáma · c1 bílý dáma | 6 |
| 5 | f8 bílý dáma · d7 bílý dáma · g6 bílý dáma · a5 bílý dáma · h4 bílý dáma · b3 bílý dáma · e2 bílý dáma · c1 bílý dáma | f8 bílý dáma · d7 bílý dáma · g6 bílý dáma · a5 bílý dáma · h4 bílý dáma · b3 bílý dáma · e2 bílý dáma · c1 bílý dáma | f8 bílý dáma · d7 bílý dáma · g6 bílý dáma · a5 bílý dáma · h4 bílý dáma · b3 bílý dáma · e2 bílý dáma · c1 bílý dáma | f8 bílý dáma · d7 bílý dáma · g6 bílý dáma · a5 bílý dáma · h4 bílý dáma · b3 bílý dáma · e2 bílý dáma · c1 bílý dáma | f8 bílý dáma · d7 bílý dáma · g6 bílý dáma · a5 bílý dáma · h4 bílý dáma · b3 bílý dáma · e2 bílý dáma · c1 bílý dáma | f8 bílý dáma · d7 bílý dáma · g6 bílý dáma · a5 bílý dáma · h4 bílý dáma · b3 bílý dáma · e2 bílý dáma · c1 bílý dáma | f8 bílý dáma · d7 bílý dáma · g6 bílý dáma · a5 bílý dáma · h4 bílý dáma · b3 bílý dáma · e2 bílý dáma · c1 bílý dáma | f8 bílý dáma · d7 bílý dáma · g6 bílý dáma · a5 bílý dáma · h4 bílý dáma · b3 bílý dáma · e2 bílý dáma · c1 bílý dáma | 5 |
| 4 | f8 bílý dáma · d7 bílý dáma · g6 bílý dáma · a5 bílý dáma · h4 bílý dáma · b3 bílý dáma · e2 bílý dáma · c1 bílý dáma | f8 bílý dáma · d7 bílý dáma · g6 bílý dáma · a5 bílý dáma · h4 bílý dáma · b3 bílý dáma · e2 bílý dáma · c1 bílý dáma | f8 bílý dáma · d7 bílý dáma · g6 bílý dáma · a5 bílý dáma · h4 bílý dáma · b3 bílý dáma · e2 bílý dáma · c1 bílý dáma | f8 bílý dáma · d7 bílý dáma · g6 bílý dáma · a5 bílý dáma · h4 bílý dáma · b3 bílý dáma · e2 bílý dáma · c1 bílý dáma | f8 bílý dáma · d7 bílý dáma · g6 bílý dáma · a5 bílý dáma · h4 bílý dáma · b3 bílý dáma · e2 bílý dáma · c1 bílý dáma | f8 bílý dáma · d7 bílý dáma · g6 bílý dáma · a5 bílý dáma · h4 bílý dáma · b3 bílý dáma · e2 bílý dáma · c1 bílý dáma | f8 bílý dáma · d7 bílý dáma · g6 bílý dáma · a5 bílý dáma · h4 bílý dáma · b3 bílý dáma · e2 bílý dáma · c1 bílý dáma | f8 bílý dáma · d7 bílý dáma · g6 bílý dáma · a5 bílý dáma · h4 bílý dáma · b3 bílý dáma · e2 bílý dáma · c1 bílý dáma | 4 |
| 3 | f8 bílý dáma · d7 bílý dáma · g6 bílý dáma · a5 bílý dáma · h4 bílý dáma · b3 bílý dáma · e2 bílý dáma · c1 bílý dáma | f8 bílý dáma · d7 bílý dáma · g6 bílý dáma · a5 bílý dáma · h4 bílý dáma · b3 bílý dáma · e2 bílý dáma · c1 bílý dáma | f8 bílý dáma · d7 bílý dáma · g6 bílý dáma · a5 bílý dáma · h4 bílý dáma · b3 bílý dáma · e2 bílý dáma · c1 bílý dáma | f8 bílý dáma · d7 bílý dáma · g6 bílý dáma · a5 bílý dáma · h4 bílý dáma · b3 bílý dáma · e2 bílý dáma · c1 bílý dáma | f8 bílý dáma · d7 bílý dáma · g6 bílý dáma · a5 bílý dáma · h4 bílý dáma · b3 bílý dáma · e2 bílý dáma · c1 bílý dáma | f8 bílý dáma · d7 bílý dáma · g6 bílý dáma · a5 bílý dáma · h4 bílý dáma · b3 bílý dáma · e2 bílý dáma · c1 bílý dáma | f8 bílý dáma · d7 bílý dáma · g6 bílý dáma · a5 bílý dáma · h4 bílý dáma · b3 bílý dáma · e2 bílý dáma · c1 bílý dáma | f8 bílý dáma · d7 bílý dáma · g6 bílý dáma · a5 bílý dáma · h4 bílý dáma · b3 bílý dáma · e2 bílý dáma · c1 bílý dáma | 3 |
| 2 | f8 bílý dáma · d7 bílý dáma · g6 bílý dáma · a5 bílý dáma · h4 bílý dáma · b3 bílý dáma · e2 bílý dáma · c1 bílý dáma | f8 bílý dáma · d7 bílý dáma · g6 bílý dáma · a5 bílý dáma · h4 bílý dáma · b3 bílý dáma · e2 bílý dáma · c1 bílý dáma | f8 bílý dáma · d7 bílý dáma · g6 bílý dáma · a5 bílý dáma · h4 bílý dáma · b3 bílý dáma · e2 bílý dáma · c1 bílý dáma | f8 bílý dáma · d7 bílý dáma · g6 bílý dáma · a5 bílý dáma · h4 bílý dáma · b3 bílý dáma · e2 bílý dáma · c1 bílý dáma | f8 bílý dáma · d7 bílý dáma · g6 bílý dáma · a5 bílý dáma · h4 bílý dáma · b3 bílý dáma · e2 bílý dáma · c1 bílý dáma | f8 bílý dáma · d7 bílý dáma · g6 bílý dáma · a5 bílý dáma · h4 bílý dáma · b3 bílý dáma · e2 bílý dáma · c1 bílý dáma | f8 bílý dáma · d7 bílý dáma · g6 bílý dáma · a5 bílý dáma · h4 bílý dáma · b3 bílý dáma · e2 bílý dáma · c1 bílý dáma | f8 bílý dáma · d7 bílý dáma · g6 bílý dáma · a5 bílý dáma · h4 bílý dáma · b3 bílý dáma · e2 bílý dáma · c1 bílý dáma | 2 |
| 1 | f8 bílý dáma · d7 bílý dáma · g6 bílý dáma · a5 bílý dáma · h4 bílý dáma · b3 bílý dáma · e2 bílý dáma · c1 bílý dáma | f8 bílý dáma · d7 bílý dáma · g6 bílý dáma · a5 bílý dáma · h4 bílý dáma · b3 bílý dáma · e2 bílý dáma · c1 bílý dáma | f8 bílý dáma · d7 bílý dáma · g6 bílý dáma · a5 bílý dáma · h4 bílý dáma · b3 bílý dáma · e2 bílý dáma · c1 bílý dáma | f8 bílý dáma · d7 bílý dáma · g6 bílý dáma · a5 bílý dáma · h4 bílý dáma · b3 bílý dáma · e2 bílý dáma · c1 bílý dáma | f8 bílý dáma · d7 bílý dáma · g6 bílý dáma · a5 bílý dáma · h4 bílý dáma · b3 bílý dáma · e2 bílý dáma · c1 bílý dáma | f8 bílý dáma · d7 bílý dáma · g6 bílý dáma · a5 bílý dáma · h4 bílý dáma · b3 bílý dáma · e2 bílý dáma · c1 bílý dáma | f8 bílý dáma · d7 bílý dáma · g6 bílý dáma · a5 bílý dáma · h4 bílý dáma · b3 bílý dáma · e2 bílý dáma · c1 bílý dáma | f8 bílý dáma · d7 bílý dáma · g6 bílý dáma · a5 bílý dáma · h4 bílý dáma · b3 bílý dáma · e2 bílý dáma · c1 bílý dáma | 1 |
|   | a | b | c | d | e | f | g | h |   |